# القوات البحرية الجزائرية
القوات البحرية الجزائرية
(بالإنجليزية: The Algerian National Navy)‏، هو الفرع البحري التابع للجيش الشعبي الجزائري المسؤولة عن العمليات البحرية الجزائرية، تعمل القوات البحرية في ثلاثة قواعد منتشرة على طول السواحل الجزائرية (1624 كم) واحدة في الجزائر العاصمة وعنابة والمرسى الكبير بـوهران، دورها الأساسي متمثل في الرصد والدفاع عن المياه الإقليمية الجزائرية ضد كل تدخل عسكري أو اقتصادي أجنبي، كما تمتلك سفن مساعدة إضافية تتضمن خفر السواحل الجزائرية ومهمات السلامة البحرية ووحدات من القوات الخاصة (مارينز). القوات البحرية الجزائرية هي لاعب مهم في منطقة غرب البحر الأبيض المتوسط وهي أكبر قوة بحرية إفريقية في تلك المنطقة البحرية.
يعود تاريخ تأسيسها إلى سنة 1962 بعد أن أسسها العقيد محمد بن موسات الذي شغل منصب القائد العام للقوات البحرية منذ تاريخ التأسيس إلى غاية سنة 1978، ثم خلفه الجنرال بن يلس (1978-1984)، ثم الجنرال عبد المجيد شريف (1984-1987)، والجنرال كمال عبد الرحيم (1987–1988)، ثم الجنرال تاغيت (1988-1993)، الجنرال ماجور غضبان (1993-2000)، الجنرال دادسي (2000-2002)، ثم الجنرال محمد تهار يللا (2002-2005)، أما حاليا فالقائد العام للقوات البحرية هو اللواء مالك نسيب الذي يشغل هذا المنصب بعد أن نصبه الرئيس عبد العزيز بوتفليقة سنة 2005.
كما هو الحال مع غيرها من فروع الجيش الوطني الشعبي الجزائري، تم بناء البحرية وتنظيمها بمساعدة من الاتحاد السوفياتي خلال الحرب الباردة، ولكن اعتمد أيضا على مصادر أخرى للحصول على المعدات كـبريطانيا وبولندا، منذ نهاية الحرب الباردة، ظلت روسيا شريكا هاما، ولكن الجزائر سعت لمصادر أخرى لتحديث أسطولها والحصول على المعدات، وكذا انتهاجها مسار التصنيع المحلي لبناء سفنها في قاعدة المرسى الكبير بـوهران.

## واجهات البحرية الجزائرية

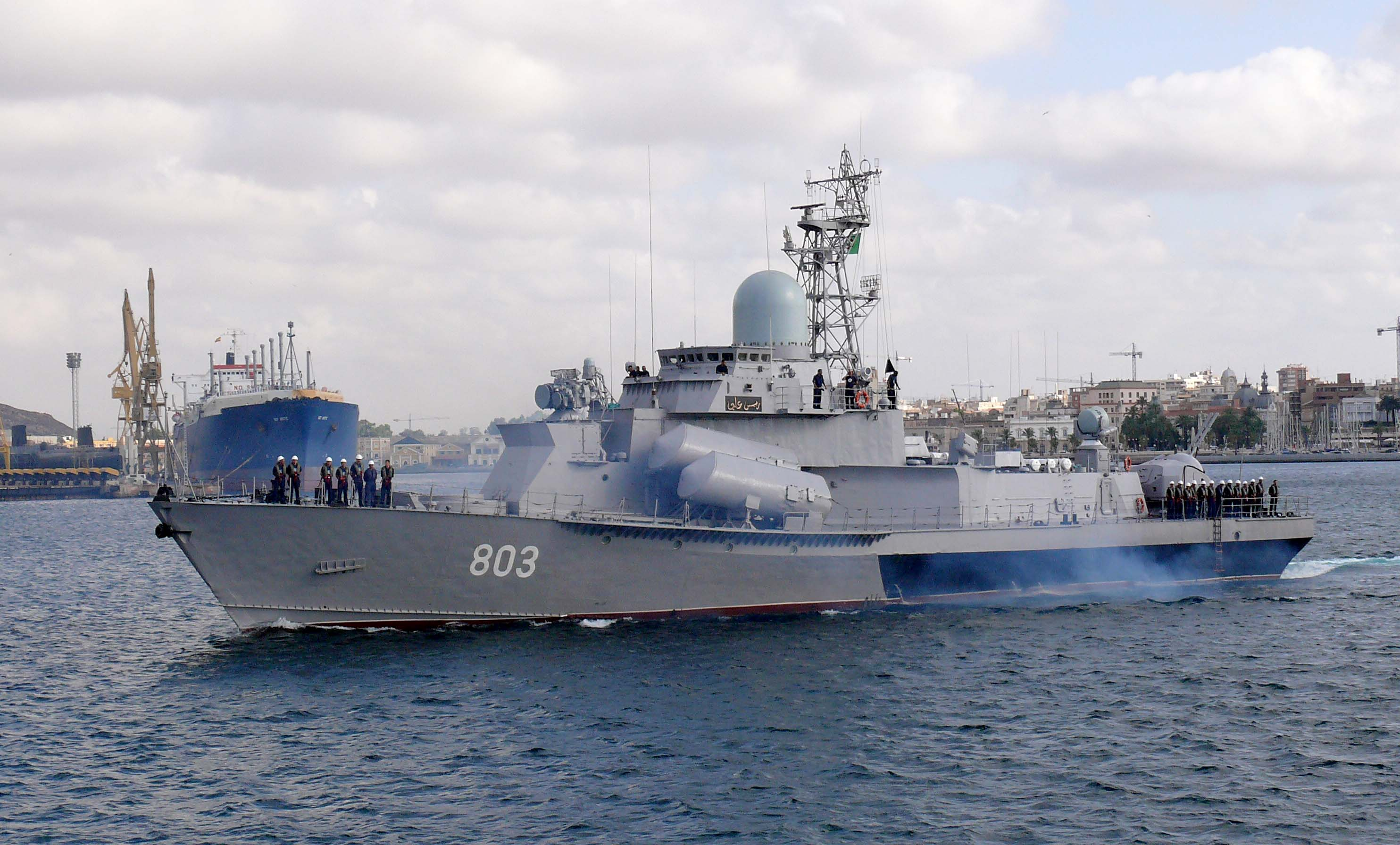
السفينة الحربية الرايس علي

في إعادة بناء البحرية بطريقة عصرية، تقسم البحرية الجزائرية إلى ثلاثة واجهات الواجهة الشرقية والواجهة الوسطى والواجهة الغربية حيث توجد هناك أكبر القواعد البحرية الجزائرية وهي المرسى الكبير والتي تملك موقع أستراتيجي هام.
| اسم القاعدة             | موقعها          |
| ----------------------- | --------------- |
| الواجهة البحرية الاولى  | الجزائر العاصمة |
| الواجهة البحرية الثانية | وهران           |
| الواجهة البحرية الثالثة | عنابة           |

## هياكل البحرية

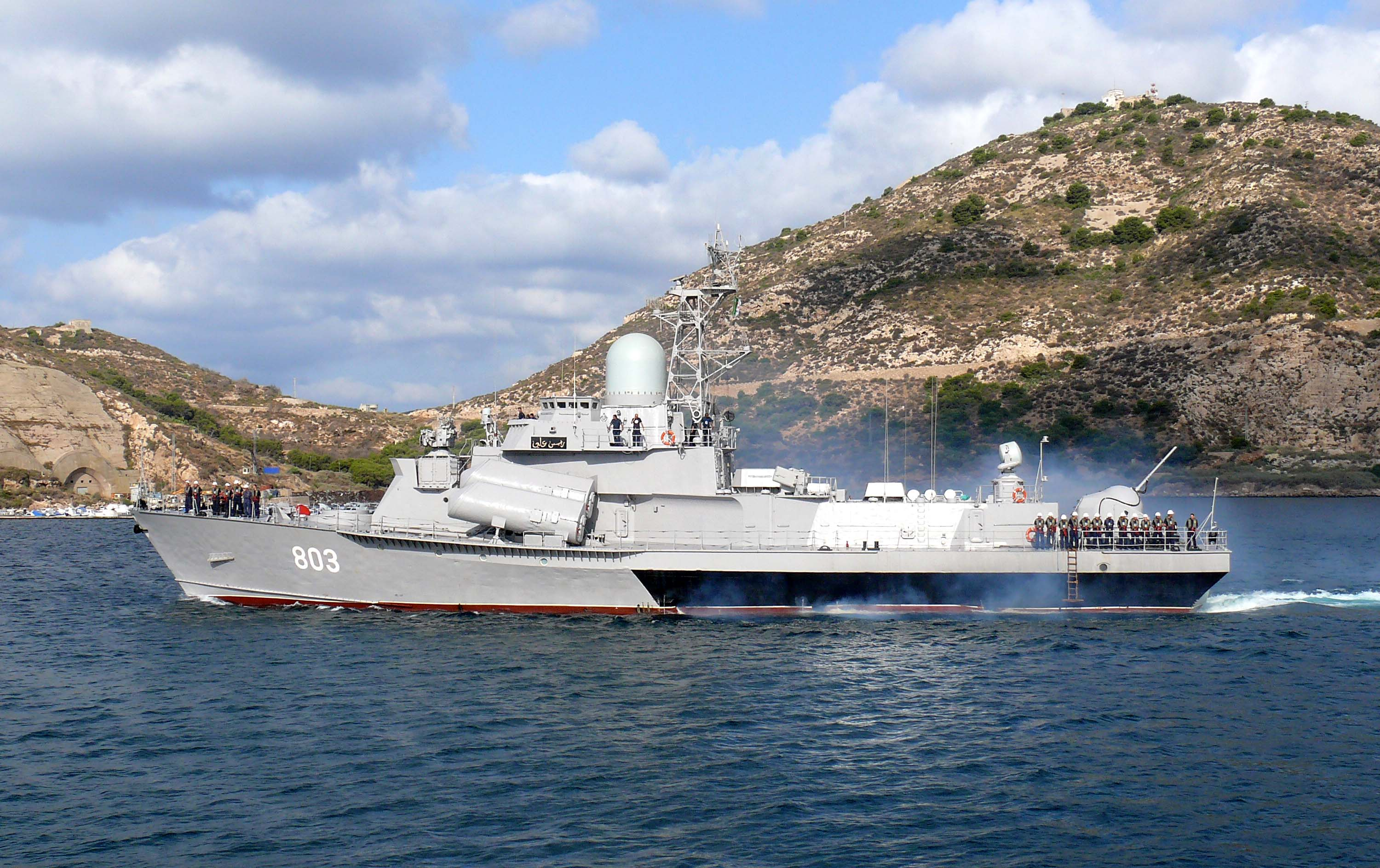
السفينة الحربية الرايس علي

لأداء مهامها، تتكون القوات البحرية الجزائرية من الهياكل التالية:
- قيادة مركزية تتضمن:
  - أركان.
  - مفتشية.
  - أقسام الأسلحة.
  - مصلحة وطنية لحراسة الشواطئ.
- قيادات جهوية تتمثل في:
  - الواجهة البحرية الغربية.
  - الواجهة البحرية الوسطى.
  - الواجهة البحرية الشرقية.
- هياكل تكوين تتمثل في:
  - مدارس تكوين.
  - مراكز تدريب.

## المهام

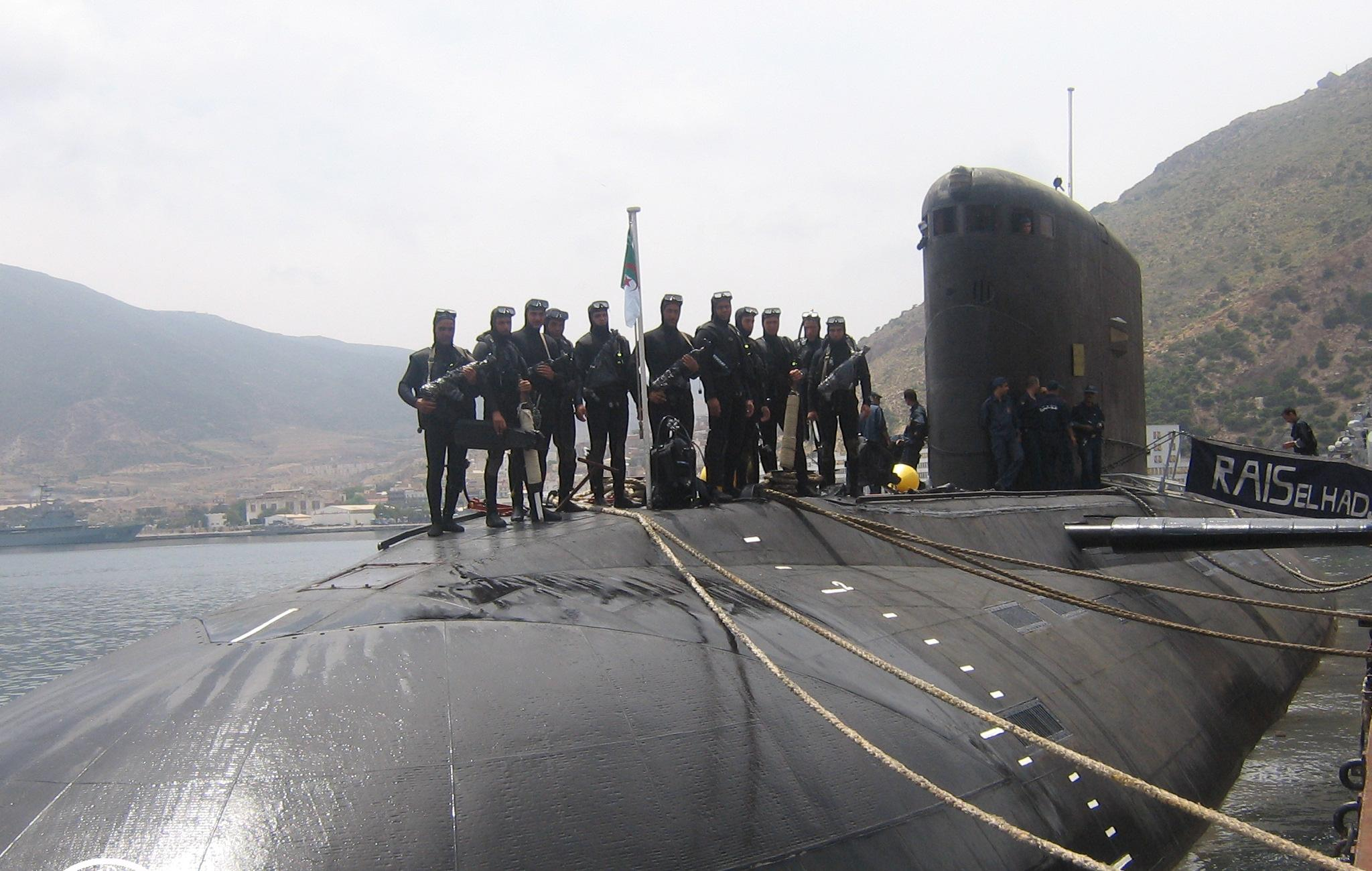
غواصة كيلو الرايس الحاج مبارك

تسهم القوات البحرية الجزائرية من خلال المهام المسندة إليها، في الدفاع والذود عن مختلف مناطق المجال البحري للجزائر لاسيما فيما يتعلق بـ:
- حماية وأمن المشارف البحرية.
- الدفاع عن المجال البحري الوطني.
- حماية المصالح الوطنية في البحر.
- الدفاع عن الساحل وحماية الشواطئ.
- مختلف المهام ذات الصلة بالصالح العام في البحر كالقيام بعمليات بعمليات بحث وانقاذ في أعالي البحار.

## تاريخ البحرية الجزائرية

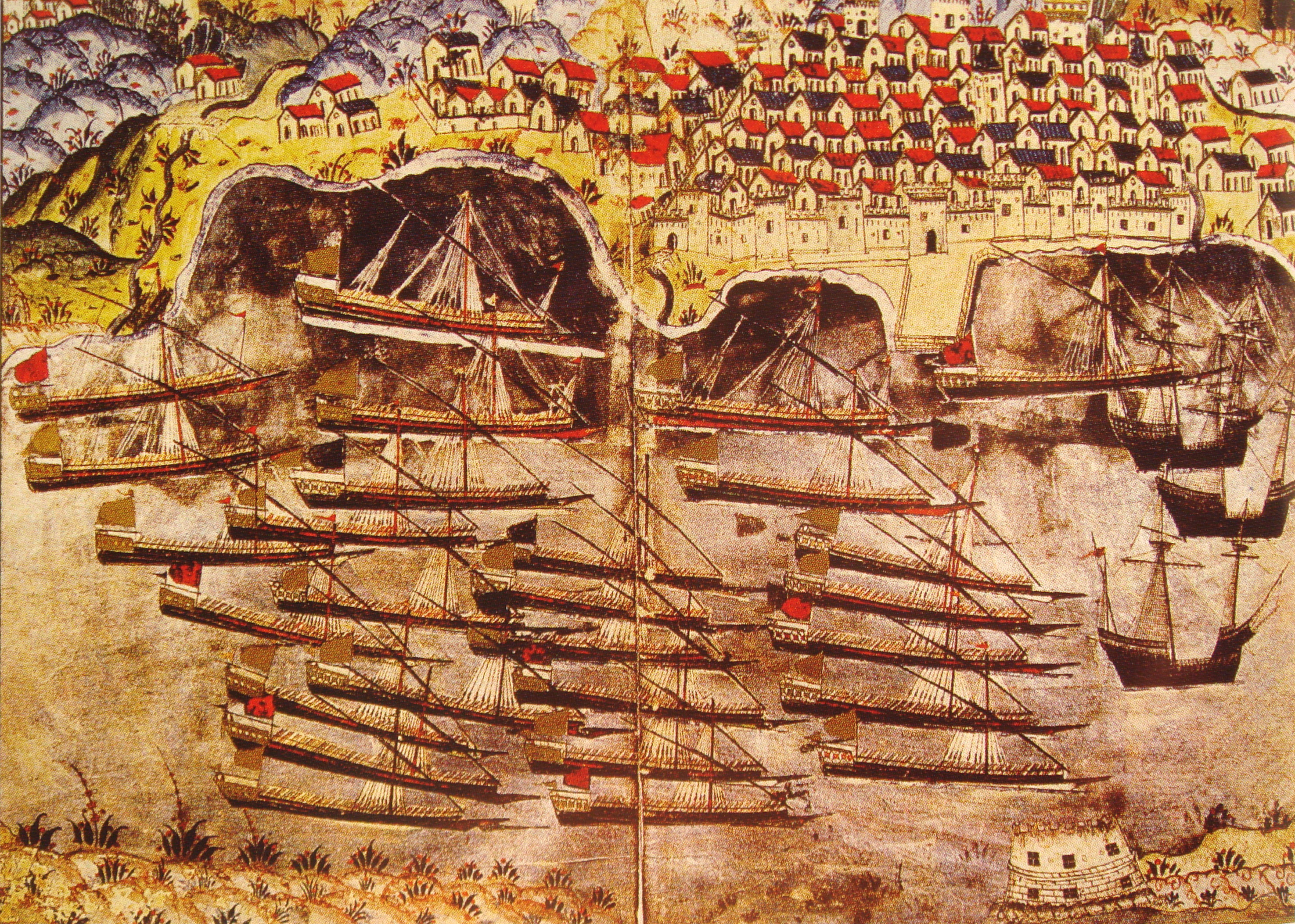
أسطول بربروسا في طولون الفرنسية عام 1543.

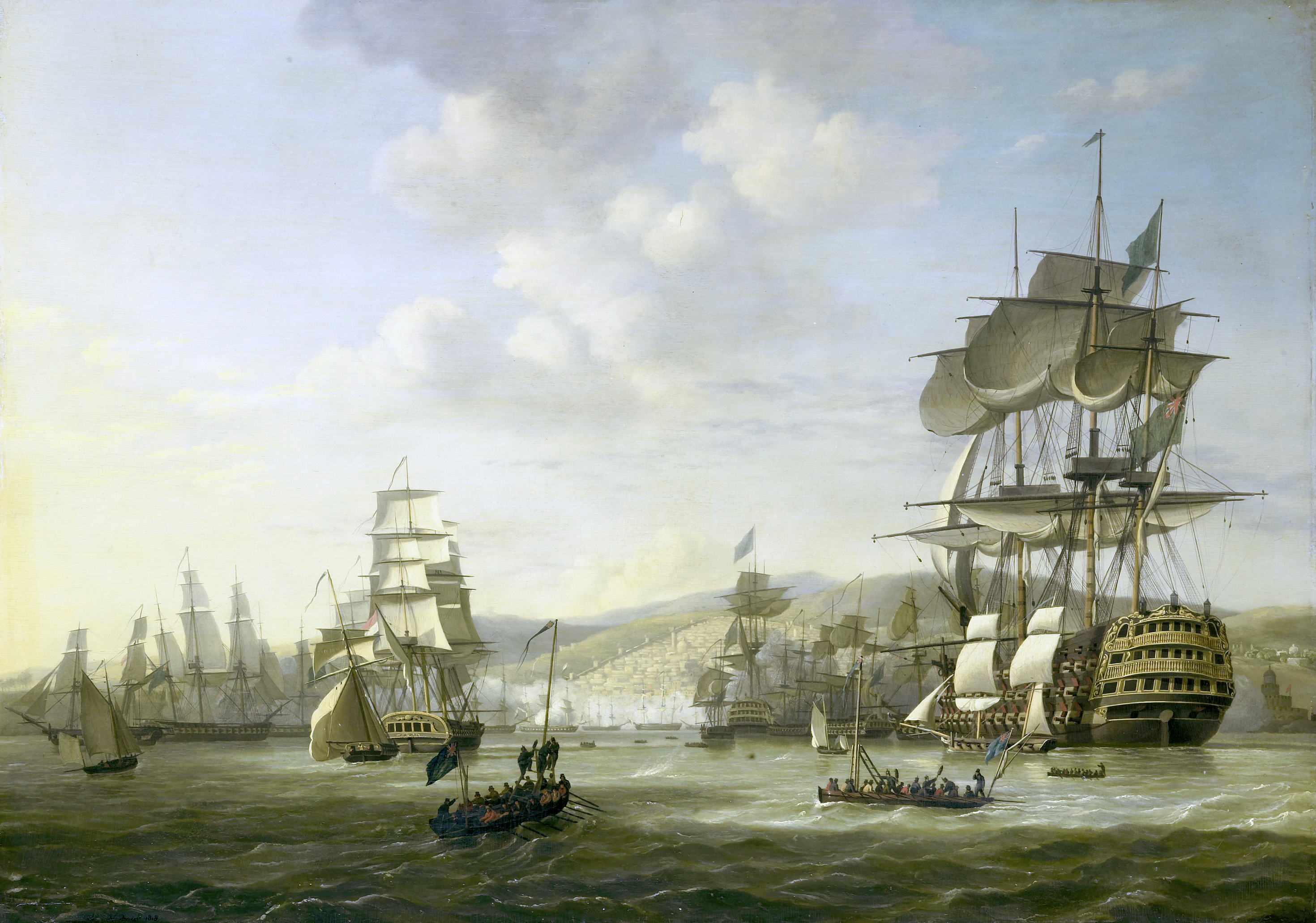
قصف الجزائر من قبل أسطول الأنجلو هولندية، لإطلاق سراح العبيد الأوروبية، أغسطس 1816

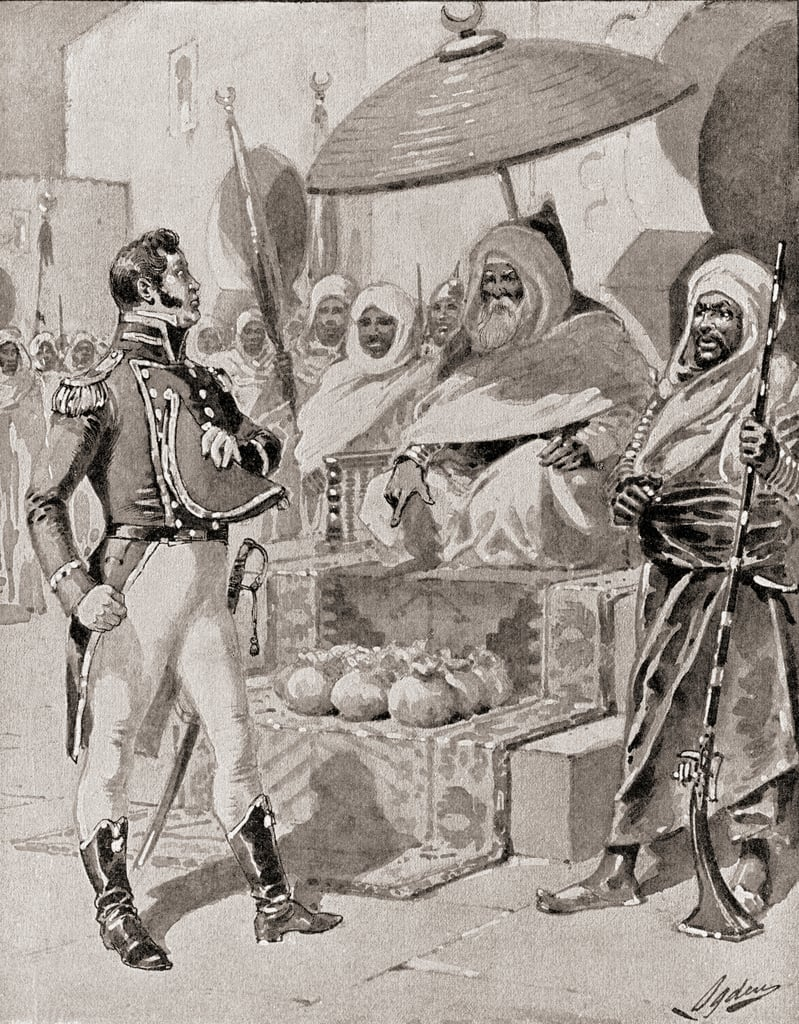
قنصل الولايات المتحدة الأميركية يتفع الجزية لحاكم الجزائر

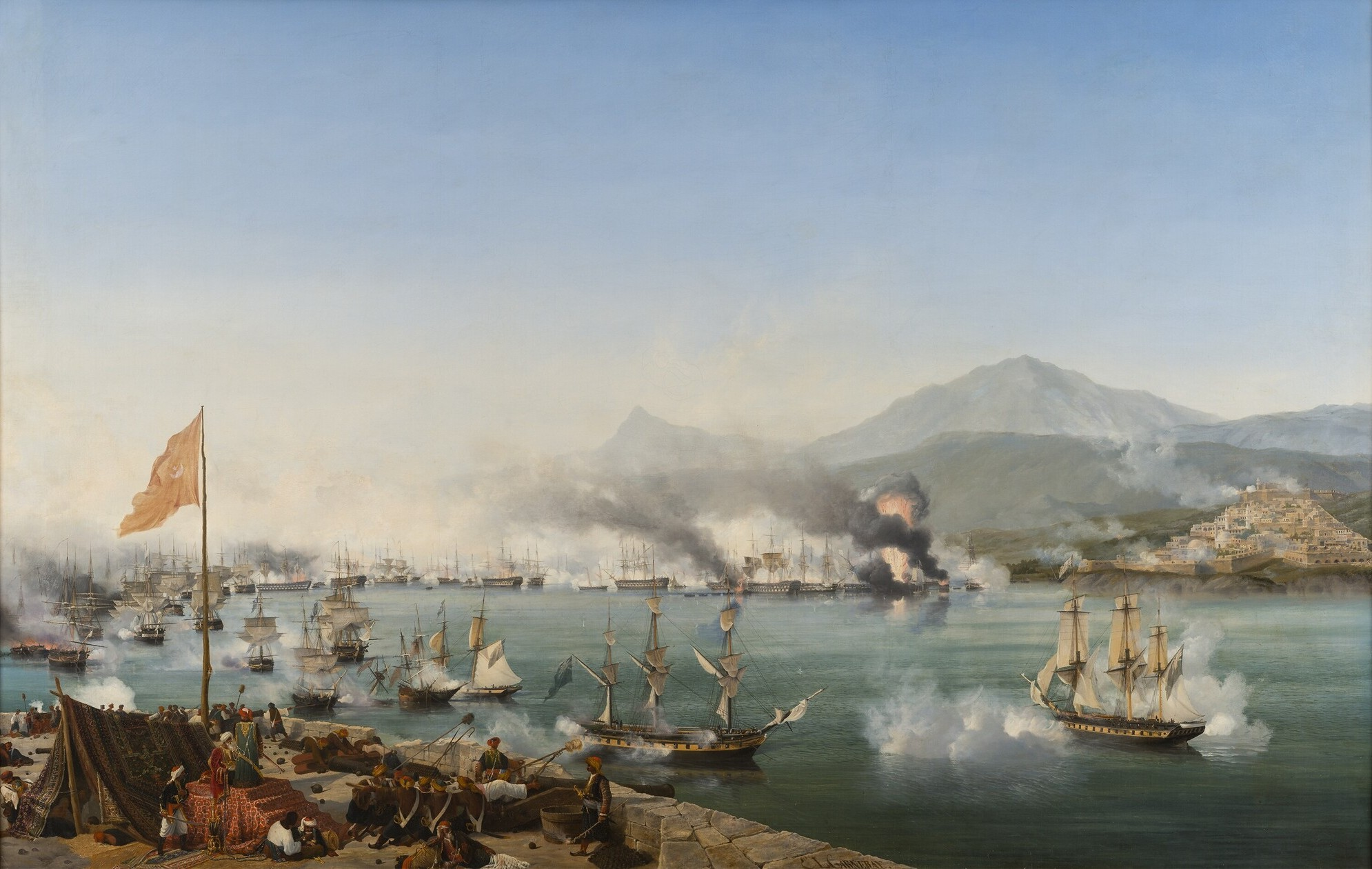
معركة نافرين تحطم الأسطول للابمراطورية الجزائرية العظمى

يعتبر تاريخ البحرية كبير وحافل، سنة 1518م حيث بدء بعد زيادة عمليات الغزو الإسباني لشواطئ والموانئ الجزائرية، حيث كانت تحتل موانئ المرسى الكبير ووهران وبجاية في عام 1518 حيث تم الاستعانة بالدولة العثمانية لطرد الغزات وقد أرسلت الاخوين عروج بربروس وخير الدين بربروس حيث أخرجوا الغزات الأسبان من الموانئ الجزائرية وبعدها أنضمت الجزائر للدولة العثمانية وتم البدء ببناء الاسطول البحري الجزائري العظيم حيث تم في البداية بناء 4 قطع بحرية وتلتها قطع أخرى أكبر وأنضم الكثير من البحارة الجزائرين للاسطول ليشكل أسطولا كبيرا بسط سيطرته على غرب المتوسط لفترة دامت لـ3 قرون، وبعدها تم تطوير الاسطول وتزويده بمدافع كبيرة من هذا النوع، في عام 1618 هاجمت البحريتان الإنجليزية والهولندية[ ؟ ] الجزائر العاصمة بوحشية لكن تم هزيمتهم وتدمير نصف أسطولهم ودحرهم وقد كانت هناك عدة معارك بحرية بين الجزائر وإسبانيا طوال القرنين 17 و18م لكن أكثر ما جلب للجزائر شهرة وأموالا وأعداء هو النظام الذي كانت تعمل به البحرية الجزائرية وهو حماية السفن التجارية من القراصنة عبر دفع دولها لضرائب مقابل ذلك وان لم تدفع يتم حجز السفينة المعنية حيث كانت الضرائب على الدول كما يلي:
- السويد - 2500 ليفر كل عشر سنواتمعركة نافارين.
- البندقية - 50.000 قطعة ذهبية
- إسبانيا- 120.000 فرنك
- الدنمارك - 120.000 فرنك كل سنتين
- إنجلترا - 267.000 جنيه
- فرنسا - 200.000 فرنك
- أمريكا - 125.000 دولار شهريا

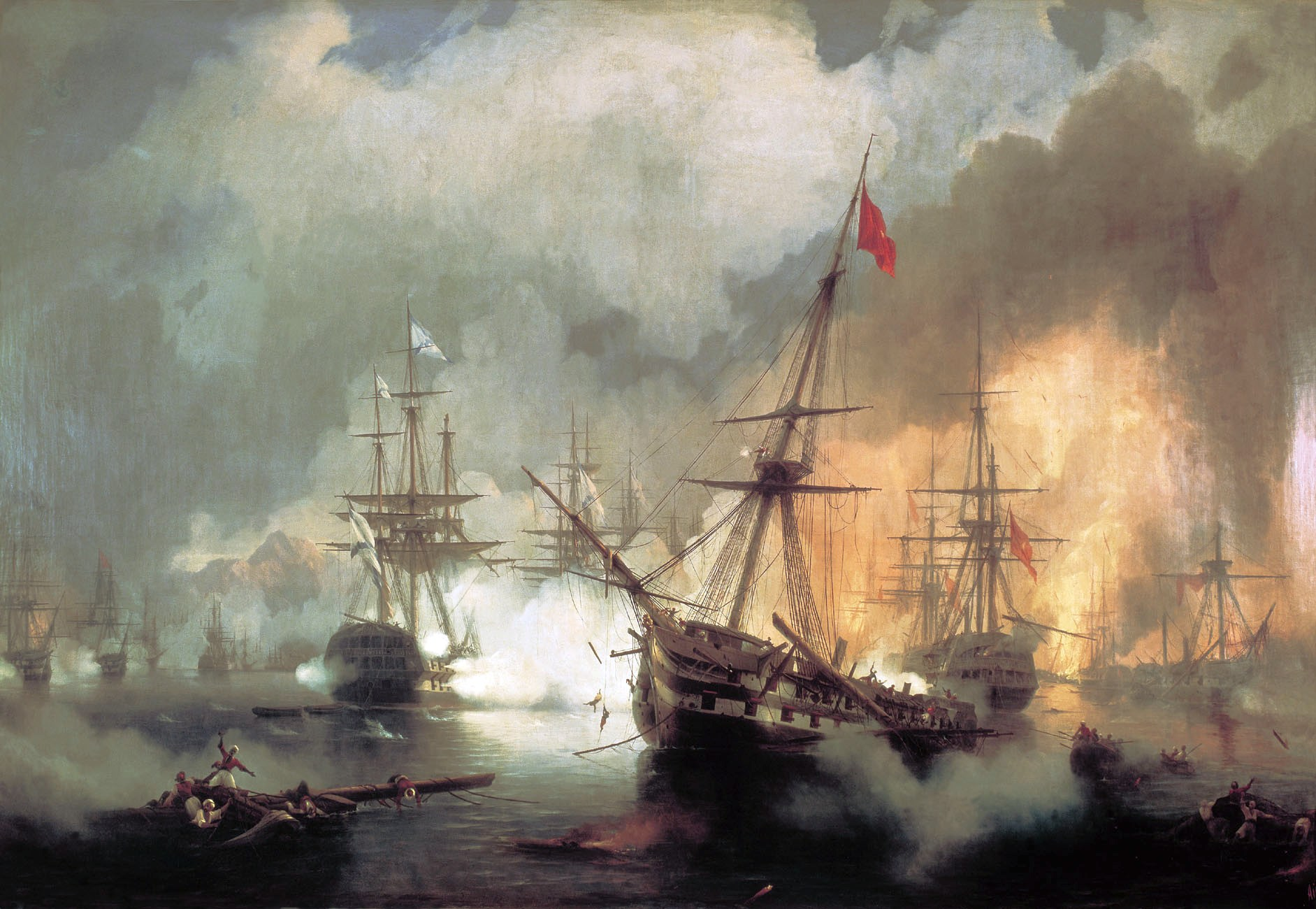
معركة نافارين.

وقد أدى هذا القانون لزيادة أعداء الجزائر وأستياء الدول الغربية كثيرا لكن الكارثة الكبرى حلت على الجزائر في معركة نافارين عام1827م حيث قادت البحرية الروسية والفرنسية والإنجليزية تحالفا لتركيع تركيا فأرسل الجزائريون أسطولهم لنصرة الأتراك مما جعل الجزء الأكبر يتدمر في المعركة مما جعل الجزائر من دون دفاعات وزاد شدة العداوة لها وبعدها قامت فرنسا بحصار الجزائر لمدة 3 سنوات تلتها عملية الغزو الكبرى لتنتهي بسقوط العاصمة عام 1830 لتنتهي حقبة كبيرة من تاريخ البحرية الجزائرية التي سيطرت على غرب البحر الأبيض المتوسط.

## تطور البحرية الجزائرية

### من 1962 إلى 1990

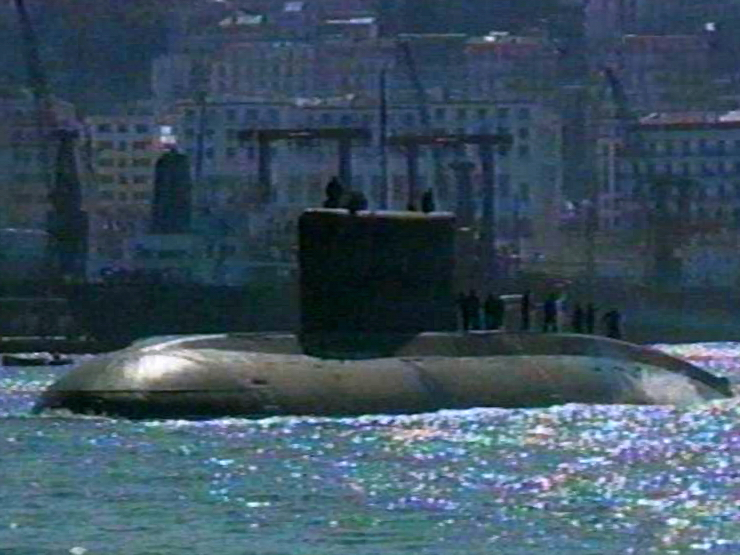
غواصة كيلو 877 جزائرية

بعد الاستقلال باشرت الجزائر في إعادة بناء البحرية حيث تم أقتناء أولى القطع البحرية من إيطاليا لتليها قطع بحرية أكبر من الإتحاد السوفياتي وكانت أول القطع من نوع (osa) وكانت البحرية الجزائرية قد حصلت عقب أستقلالها على كاسحتين للألغام من مصر (الكاسحتين سيدى فرج وسيدى كرير) بغرض استخدامهم في عمليات المرور والتدريب على الإبحار إلا أن الكوادر البحرية الجزائرية المتوفرة لم تسمح بتنفيذ ذلك ومن هنا نشأت فكرة إرسال بعثة تعليمية بحرية من مصرية إلى الجزائر لإيجاد هذه الكوادر وتطويرها بما يسمح أيضاً بإضافة عدد من لنشات (زوارق) الطوربيد تقرر ان تقدمها البحرية المصرية لدعم إمكانيات الجزائر البحرية، وكانت هذه اللنشات تعتبر من اللنشات الحديثة التي لا تتوفر في معظم الدول الغربية في ذلك الوقت، فهي لنشات حمولتها 90 طن وتصل سرعتها إلى أربعين عقدة في الساعة ومجهزة بالرادار وأجهزة التعارف وقاذفان للطوربيد وقاعدة مدفعية لمدفع ثنائي عيار 25 مم.
تم نهاية الستينات أسترجاع ميناء المرسى الكبير الاستراتيجي بولاية وهران من القوات الفرنسية التي شغلته إلى غاية 1969 كما نصت عليه اتفاقيات إيفيان وهو ما سمح للجزائر من أستغلاله كورشة تصنيع بحري.

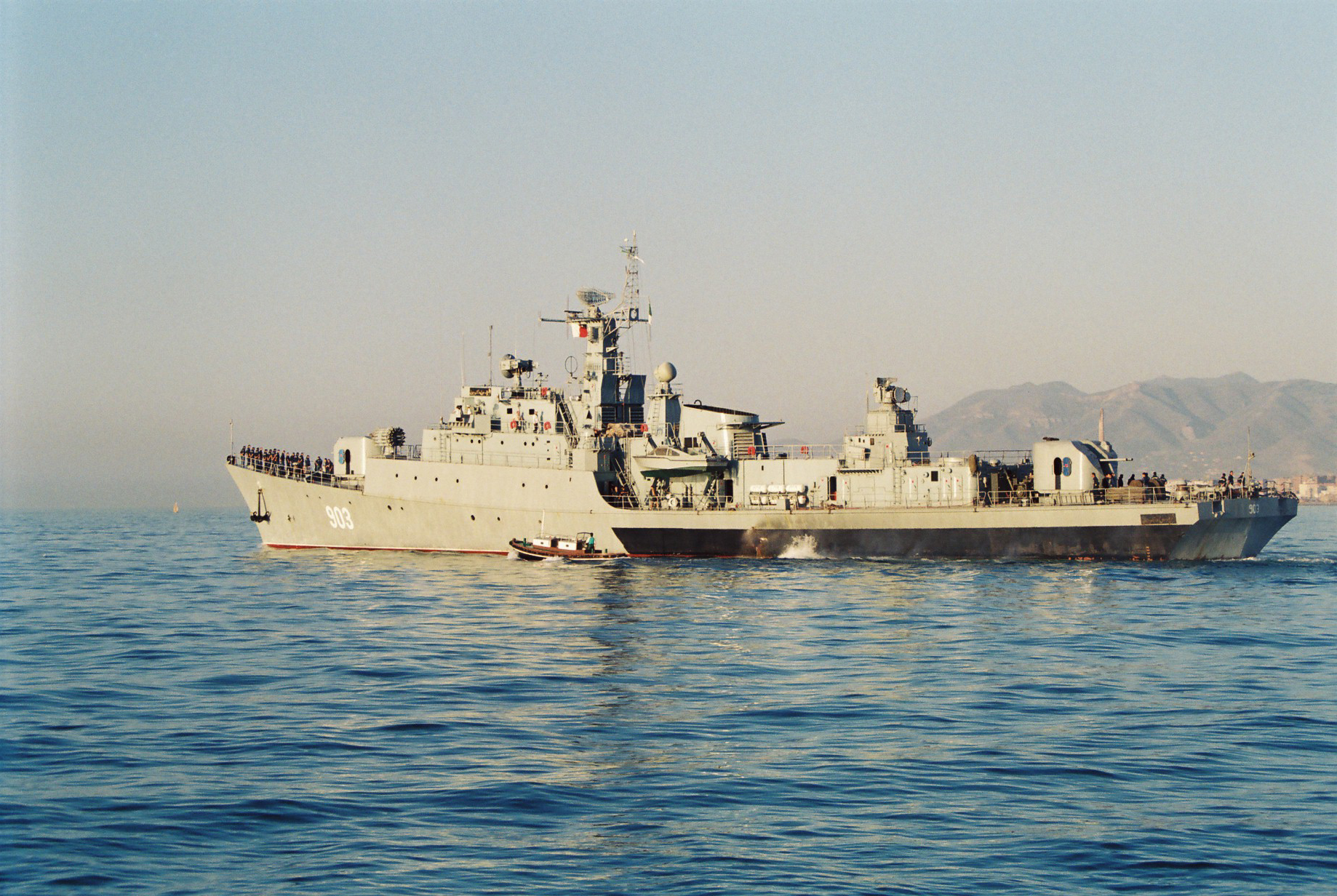
فرقاطة رايس قورصو 902 الجزائرية

بحلول سنوات مرحلة الثمانينات شهدت البحرية الجزائرية تطورا نوعيا بوصول غواصتان من نوع روميو سنة: 1982/1983، ثم التعاقد مع روسيا على ثلاث فرقاطات من نوع كوني (koni) (التسمية: رايس قورصو - رايس كليش - مراد رايس) و3 طرادات نوع (نانوشكا) (التسمية: الرايس حميدو - صالح رايس - رايس علي) دخلت الخدمة سنوات: 1984/1980 وتم أيضا أقتناء سفينتي إنزال بريطانية (التسمية: قلعة بني حماد - قلعة سيدي راشد) وكان أبرز ما أقتنته البحرية إطلاقا خلال تلك الفترة الغواصتين الروسيتين من نوع غواصة كيلو 877 (877 kilo) (التسمية: الحاج سليمان - رايس الحاج مبارك) التين دخلتا الخدمة ما بين 1987/1988 (ما يذكر أن هذه الغواصات تفوقت على الغواصة النووية الأمركية من نوع لوس أنجلوس في مناورات أجريت مع البحرية الأمريكية عام 2001 وقد أقر قائد الأسطول السادس بذلك قائلا أن البحرية الجزائرية ذات تدريب عال رغم قلة الإمكانيات).
من ناحية التصنيع المحلي أصبحت البحرية الجزائرية بأسترجاع المرسى الكبير تملك قاعدة مجهزة لبناء أي نوع من القطع البحرية إضافة إلى أعمال الصيانة والتطوير فقامت الجزائر بتأسيس الشركة الوطنية لصناعات البحرية عام 1974 والتي تمكنت من تصنيع عدة وحدات بخرية مختلفة منها:
- سفن الدوريات السريعة المسلحة.
- يخوت فخمة.
- سفن صيد كبيرة.
- سفن هجومية ومراقبة بحرية من نوع الكبير وهي في الاصل بريطانية الأصل من إنتاج شركة (Brooke Marine) أقنت الجزائر قطعتين منها وبعدها حصلت على رخصة تصنيعها محليا، أستمر إنتاجها غاية 2002 حيث بلغ عددها 18 قطعة.

### من 1990 إلى 2006

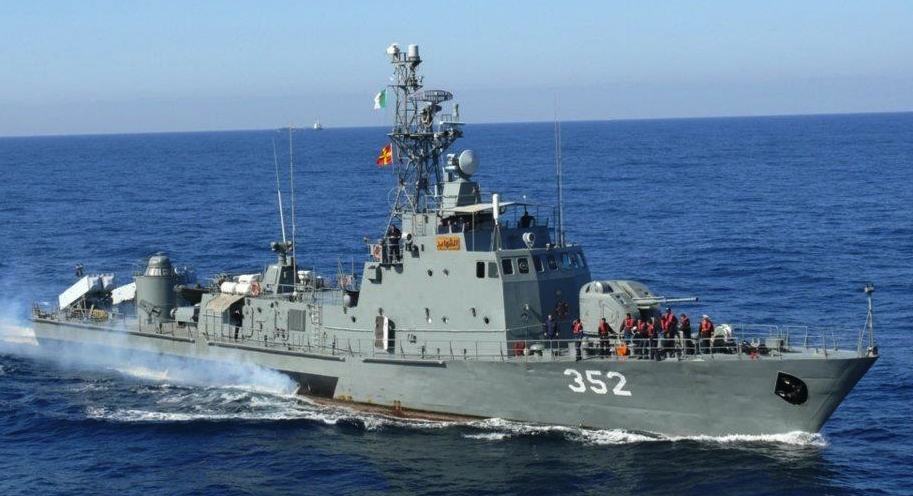
طراد جزائري «الشهاب» (352) صنعت في المرسى الكبير بمدينة وهران

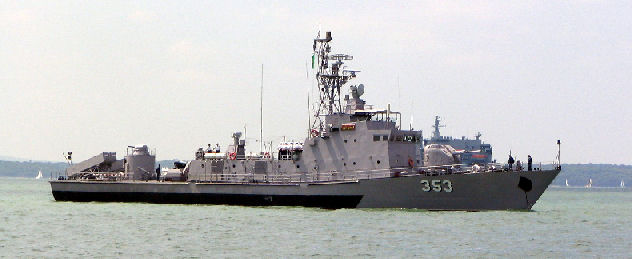
الطراد الجزائري "القرش" (353)

شهدت سنوات التسعينات حالة شيه حصار على الجزائر منعها من التزود بأي أسلحة بحرية جديدة وحتى قطع الغيار، أمام هذه الحالة لم تملك البحرية الجزائرية أي خيار آخر سوى اللجوء الاعتماد على سواعد أبنائها ومهندسيها واللجوء التصنيع المحلي، وهو ما سمح بإنتاج جميع قطع الغيار لأغلب القطع البحرية، وشهدت الفترة بداية التخطيط لبرنامج تطوير البحرية من مجرد بحرية مراقبة ساحلية إلى بحرية أعالي البحار.
كان أبرز ما حققته البحرية في هذه الفترة تطوير طراد جديد محلي التصنيع والتصميم من نوع كورفت جبل شنوة مجهزة لحرب السفن والغواصات ومهام البحث والإنقاذ، يبلغ طولها قرابة 60 م ووزنها 550 طن وسرعتها 30 عقدة، تم تسليح هذه القطع ب 4 صورايخ صينية من نوع سي-602 (C-602) ومدفعين أمامي 76 ملم من نوع AK-176 وخلفي مضاد للطيران 6x30 ملم من نوع AK-630.
تم محليا في هذه الفترة تصنيع:
- 3 طرادات طراز جبل شنوة: جبل شنوة (351) - الشهاب (352) - القرش (353).
- وحدات صيانة لاعالي البحار قادرة على سحب سفن زنتها 5500 طن.
- فرقاطات بطول 120 متر ووزن 5000 طن.
- ساحبات موانئ.

### ما بعد 2006

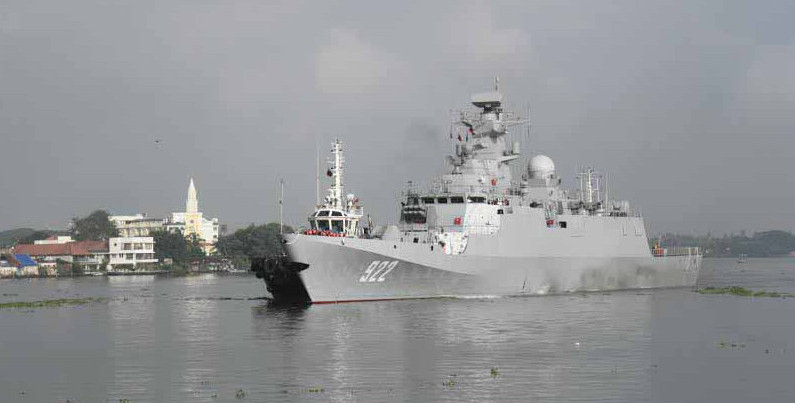
السفينة الحربية الجزائرية (الشبح)

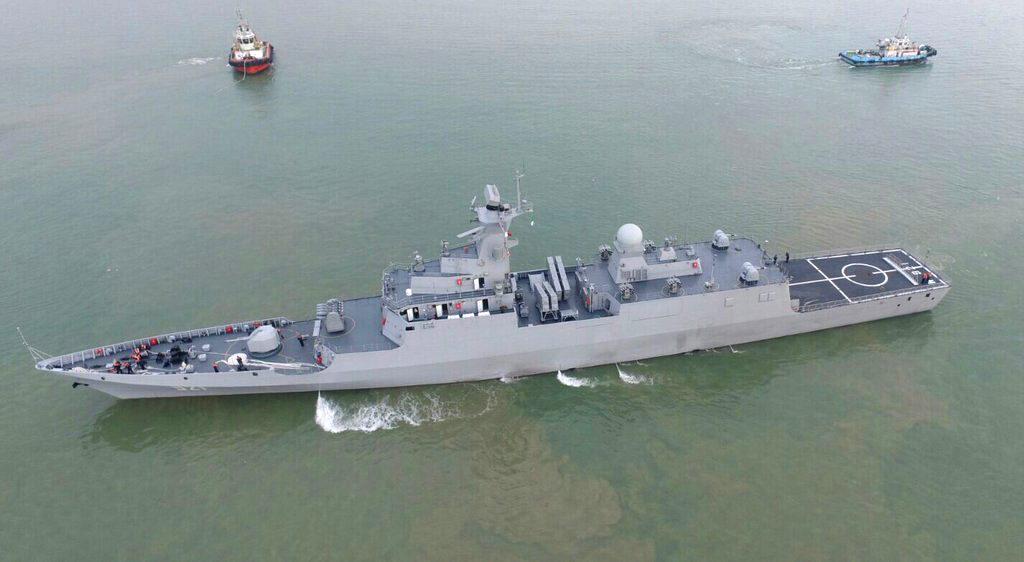
السفينة الحرية الفتح الجزائرية

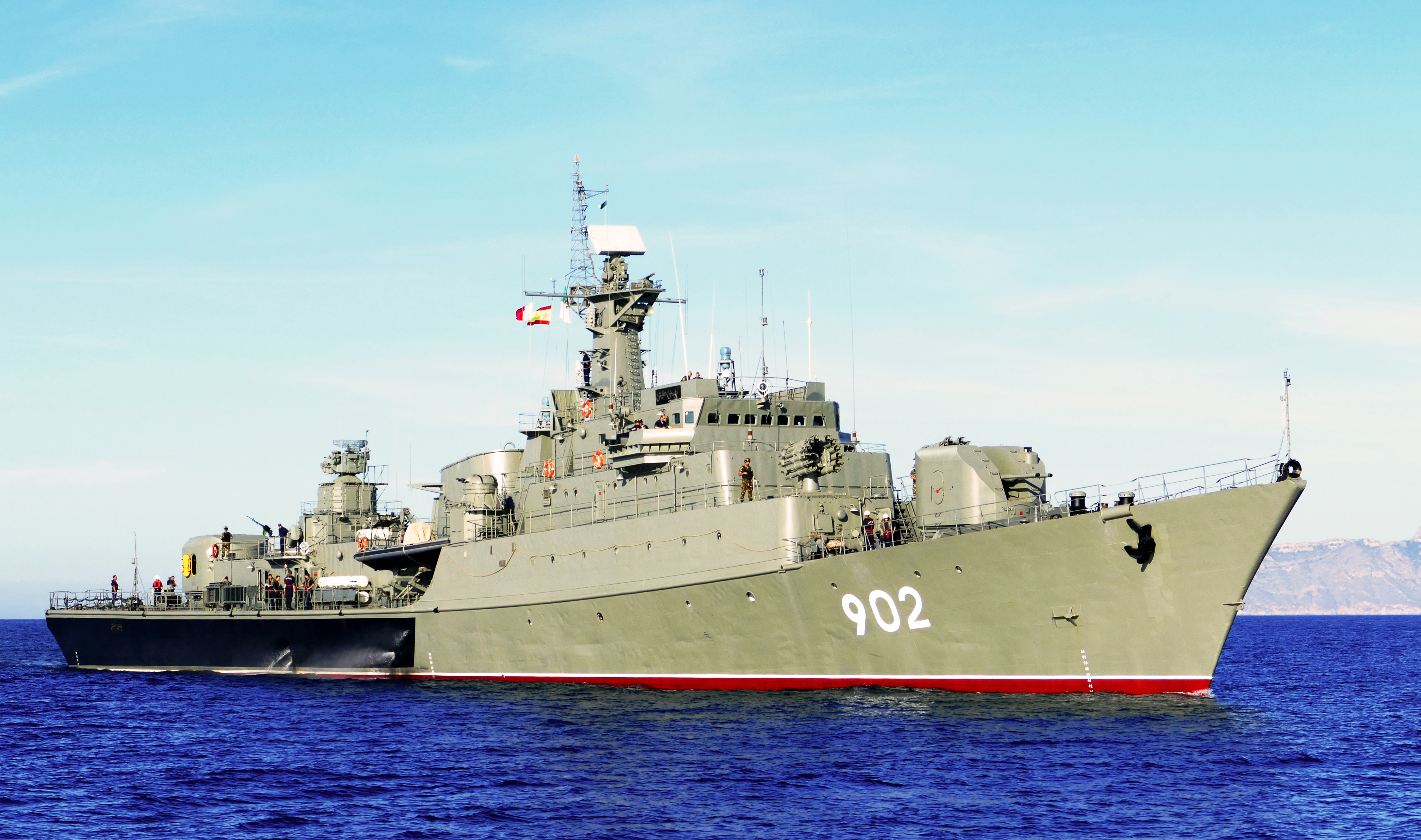
السفينة الحربية الجزائرية

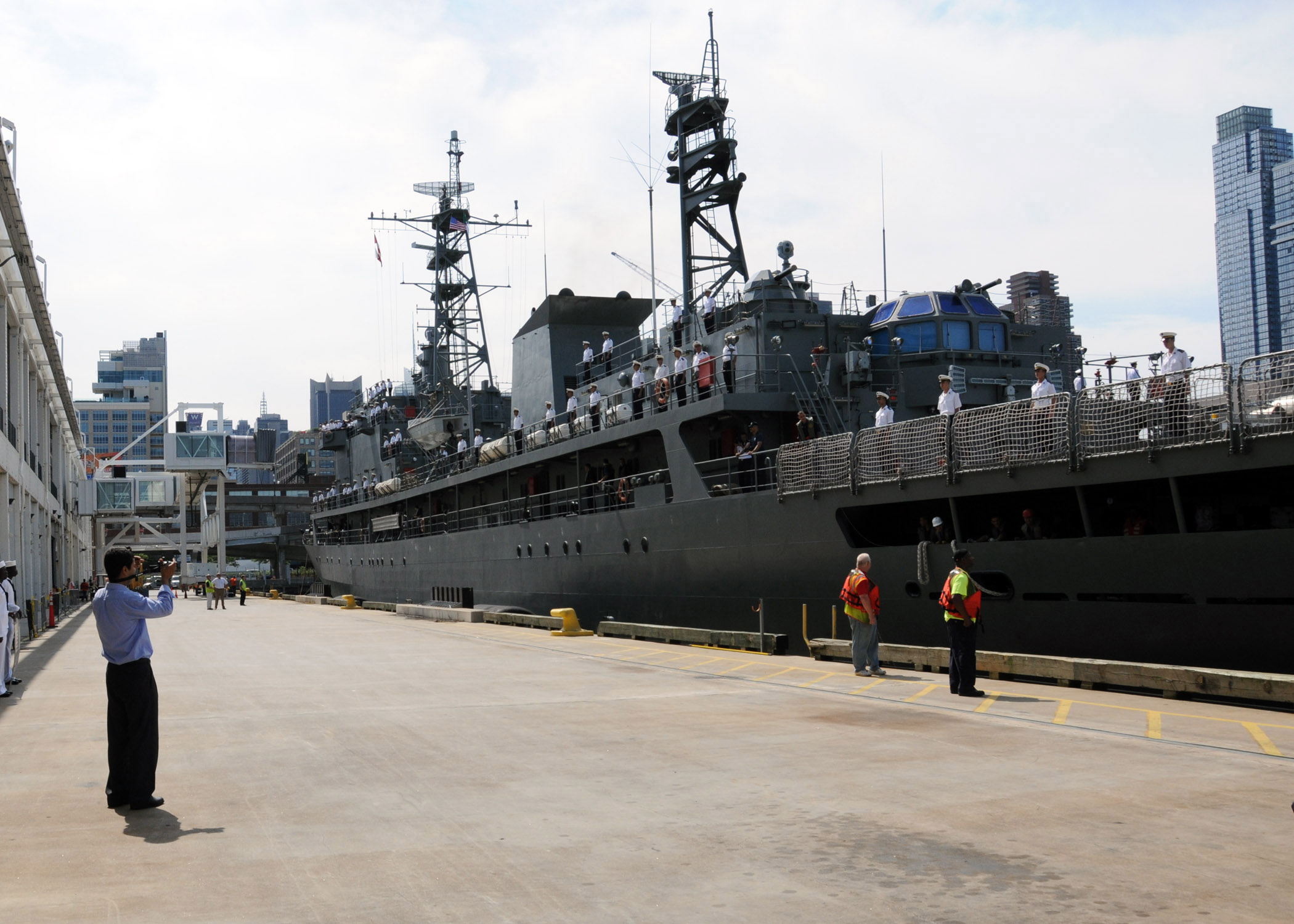
السفينة الحربية الجزائرية الصمام في ميناء نيويورك

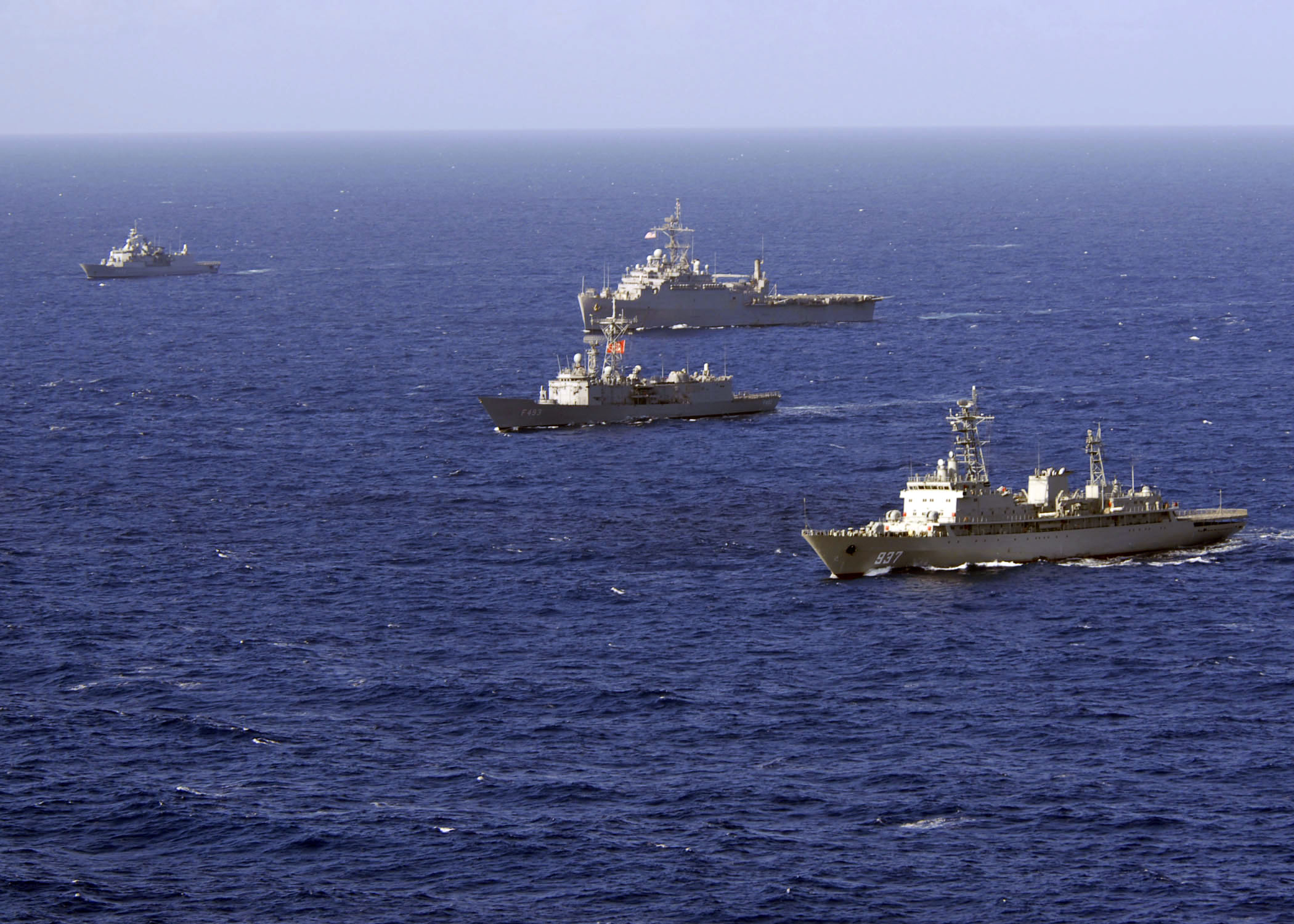
تمرين فينيكس إكسبريس 2008 : سفينةالصومام في المقدمة

شرعت البحرية الجزائرية في برنامج جديد لتحديث البحرية لجعلها واحدة من أقوى بحريات البحر الأبيض المتوسط وكان البرنامج المسطر يستهدف أقتناء 4 فرقاطات 2 منهما يصنعان محليا وبين 4 و6 طرادات 2 منها على الأقل يصنعان محليا وحاملتي مروحيات ثانية.
سنة 2006 وفي اطار صفقة تسليح مع روسيا تعاقدت الجزائر لتزويد اسطولها بغواصتين جديدتين من نوع كيلو 636 (Kilo 636)
و تحديث الغواصتين كيلو 877 بمواصفات غواصات كيلو 636، وتطوير فرقاطات كوني الثلاثة لزيادة عمر تشغيلهما الافتراضي ويشمل ذلك تنصيب أنظمة تسليح ورادارات جديدة.
في منتصف سنة 2011م تعاقدت الجزائر على اقتناء 2 طرادات من نوع تايغر (مشروع 23832) من روسيا مع إمكانية أقتناء ثالثة لاحقا، بقيمة 700 مليون دولار، ولم يسبق لروسيا أن صدّرتها من قبل، وهو ما يعني أن الجيش الجزائري سيكون أول من سيستعملها بعد الجيش الروسي، والتي ستكون مجهزة بأنظمة روسية لحروب السفن والغواصات والدفاع الجوي، كما تعاقدت الجزائر في نفس السنة مع إيطاليا لتزويدها بحاملة مروحيات من نوع سان جيرجيو (San Giorgio) ذات حمولة 9000 طن وسرعة 20 عقدة مجهزة بمنظومات أوروبية لحروب للغواصات وللسفن وأنظمة دفاع جوي ورادارت (Aesa)، قيمة الصفقة بلغت 400 مليون دولار، وتعتبر ثاني أكبر قطعة حربية في البحر الأبيض المتوسط بعد حاملة الطائرات الفرنسية جان دارك.
يوم 3 أفريل 2012، أحتفلت القوات البحرية بالذكرى التاسعة والثلاثين لإنشاء المصلحة الوطنية لحراسة الشواطئ، الممثل الوحيد والشرعي للسلطة في البحر، وتم تنظيم زيارة موجهة لصالح ممثلي وسائل الإعلام الوطنية للقيام بجولة تعريفية بمختلف أقسام المصلحة الوطنية لحراسة الشواطئ، على هامش التظاهرة تم تنفيذ تمرينين أستعراضيين برحب ميناء الجزائر، على شرف ممثلي وسائل الإعلام الوطنية تمثل الأول في عملية إنقاذ غريق في عرض البحر بواسطة مروحيات البحث والإنقاذ من نوع (سوبر لينكس)، والتي تمت بنجاح وأحترافية كبيرة، والتمرين الثاني تمثل في عملية إجلاء صحي لمريض من على متن وحدة بحرية.
كما تم في أفريل 2012 ترسيم صفقة مع ألمانيا بلغت قيمتها 2.17 مليار دولار تشمل اقتناء فرقاطتين من نوع ميكو أ-200 (Meko A-200) فرقاطة ميكو 200، محسنتين عن تلك التي تم توفيرها سابقا لجنوب أفريقيا بسعة 3500 طن، وبناء 2 اخريين في الجزائر و6 مروحيات ويستلاند لينكس مخصصة لحروب السفن والغواصات، وستكون الفرقاطات وفق الشروط الجزائرية مجهزة بأنظمة (Umkhonto) الجنوب الأفريقية للدفاع الجوي وأنظمة (RBS15 MkIII) السويدية لحروب السفن وطوربيدات MU90 الفرنسية - الإيطالية لحروب الغواصات، في حين ستكون مروحيات (سوبر لينكس) المرافقة لها مجهزة بصواريخ جنوب أفريقيا من نوع (Mokopa) مضادة للسفن وطوربيدات (MU90) لحروب الغواصات، وتحصلت على السفينة البحرية الغراب الفاتح، رقم المتن 920 سنة 2015، تم بنائها من طرف الصين، المزودة بأحدث التكنولوجيات في المجال العسكري البحري والقادرة على العمل والتدخل على نطاق واسع لأداء مهام متعددة، وأخيراً تحصلت الجزائر على 3 طرادات الشبح من نوع (سي 28)، المصّنعة في الصين لتصبح أكبر أسطول بحري في أفريقيا[بحاجة لمصدر].

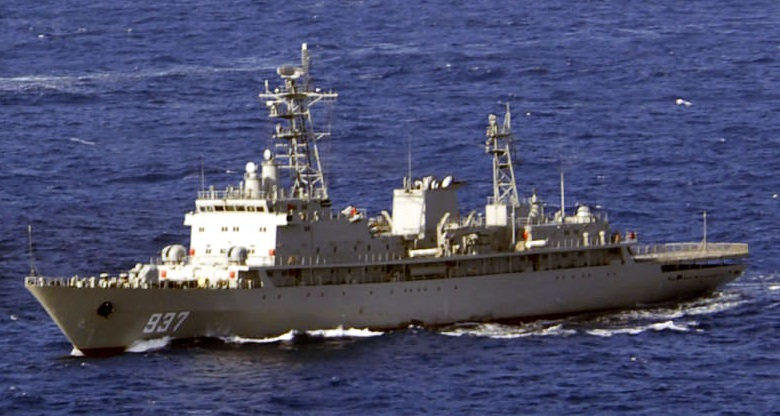
السفينة الحربية الصومام
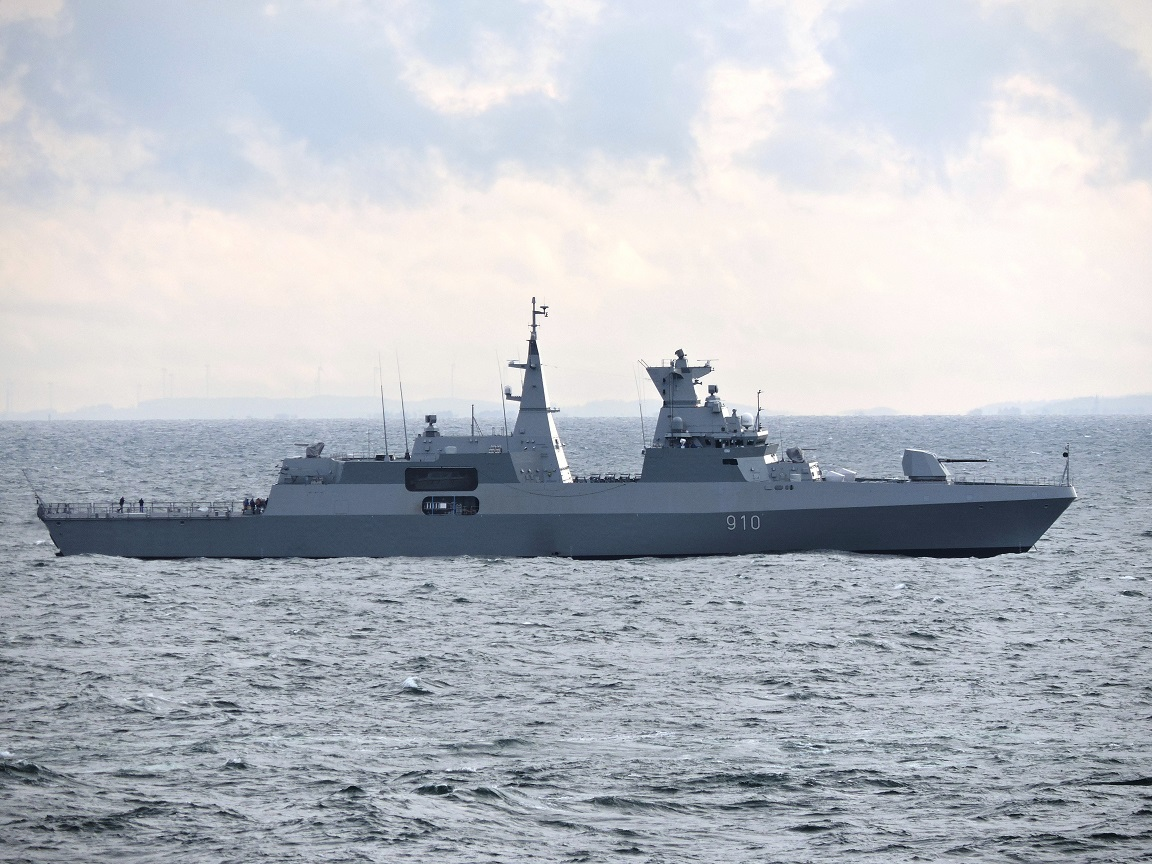
فرقطاتي ميكو أ-200

يوم 13 أوت 2012، رست سفينة المدرسة الصومام رقم المتن (937)، بالرصيف الشمالي للأميرالية بعد تنفيذها لمراحل الحملة التدريبة «صيف-2012» بعد 45 يوما ملاحة في البحر الأبيض المتوسط والمحيط الأطلسي وبحر الشمال، منذ إبحارها يوم 29 جوان 2012، وعلى متنها 88 طالب ضابط بالمدرسة العليا بتمنفوست، بما فيهم طالبين من تونس وموريطانيا[ ؟ ]، أستفادوا الطلبة الضباط من تكوين تطبيقي، وتعتبر هذه الرحلة أول رحلة لسفينة حربية جزائرية تعبر المحيط الأطلسي، منذ الاستقلال وترسو يوم 9 جويلية 2012، بميناء نيويورك، أحد أهم وأكبر الموانئ العالمية.

## عمليات البحث والإنقاذ

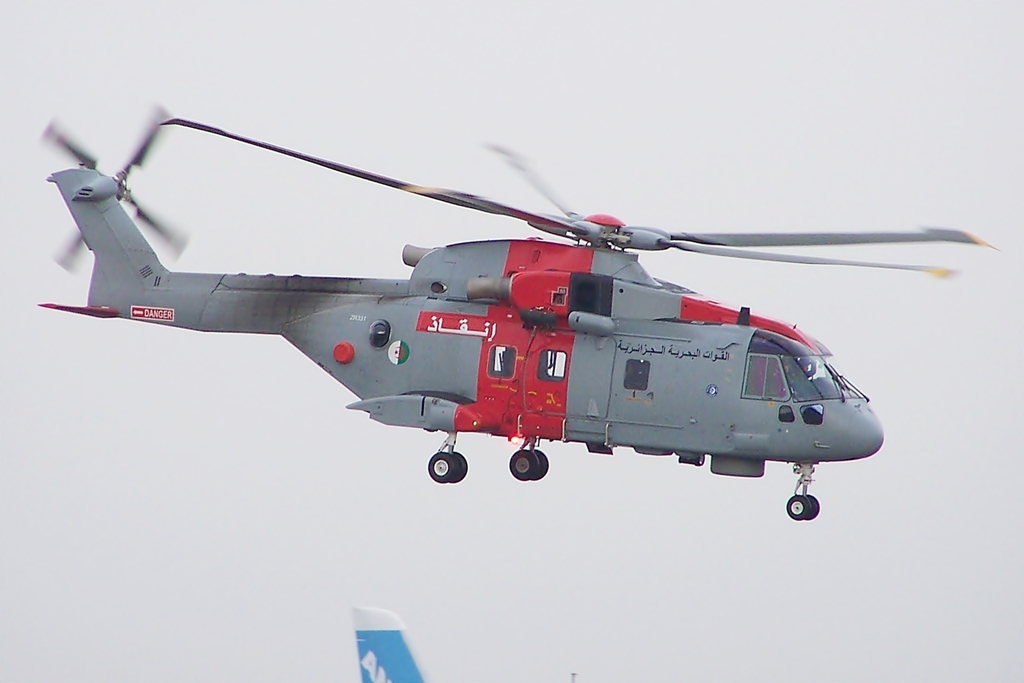
مروحية البحث والإنقاذ الجزائرية (ZR331)

شهد تاريخ 13-14 نوفمبر 2004 حادثة أليمة (صادفت ليلة - صبيحة عيد الفطر) حيث أدت العواصف البحرية القوية إلى غرق سفينة بشار قبالة ميناء الجزائر وجنوح سفينة باتنة على الشاطئ الرملي، طاقم سفينة بشار المكون من 20 فرد وقبل غرقها أرسل إشارات أستغاثة عاجلة ليلة 13 نوفمبر وبقوا في السفينة المهددة بالغرق بانتظار أجلائهم لكن عدم أمتلاك البحرية الجزائرية لأي مروحيات أنقاذ آنذاك وعدم وجود سفن سحب للبواخر الكبيرة ضمن أسطولها حال دون قيامها بأي تدخل وتم طلب المساعدة من إسبانيا التي أرسلت مروحية أنقاذ وصلت صباح يوم 14 نوفمبر على الساعة الرابعة صباحا لكن بعد فوات الأوان وغرق السفينة بطاقمها، كما تدخلت سفينة سحب الخاصة بمؤسسة ميناء الجزائر بعد 13 ساعة من نداء الاستغاثة. قام الغواصون بانقاذ 2 من الطاقم وقضت فرق حرس السواحل والحماية المدنية عدة أيام في البحث عن المفقودين أملا في العثور على ناجين لكن للأسف ما تم العثور عليه هو جثث أفردا الطاقم 
سببت هذه الحادثة الاليمة أنطلاق برنامج لتجهيز البحرية الجزائرية بالإمكانيات التي تتيح لها القيام بعمليات بحث وأنقاذ في أعالي البحار لذلك قامت باقتناء طائرات هليكوبتر متخصصة لهذا الغرض من بينها 6 مروحيات أغستاوستلاند AW101 و4 مروحيات بقيمة 400 مليون دولار إضافة إلى 3 ساحبات اعالي البحار من نوع Brattvaag UT 515 CD قادرة على سحب ناقلات نفط عملاقة  والتي طورت قدرات البحرية الجزائرية في مجال عمليات الإنقاذ.

## الصناعة العسكرية
تعد مؤسسة البناء والتصليح البحري، التي يرمز لها (م.ب.ت.ب)، هيئة عسكرية ذات طابع صناعي وأقتصادي، تحت وصاية وزارة الدفاع الوطني، ممثلة في قيادة القوات البحرية، تقع (م.ب.ت.ب) بالغرب الجزائري ببلدية المرسى الكبير، ولاية وهران، وتتربع على مساحة قدرها 44 هكتارا، وتتوفر على موارد بشرية متخصصة ومؤهلة فضلا عن وسائل الإنتاج التي تستجيب لاحتياجات الزبائن المحتملين كما وكيفا وعلى رأسهم قيادة القوات البحرية.
تضمن الإمكانيات الفكرية والمادية التي تتوفر عليها (م.ب.ت.ب)، الأهلية اللازمة لتنفيذ مهام التصميم، الإنجاز البحري والتصليح، فضلا عن تجديد وتحديث الأسطول العسكري بما فيها المهام المتعلقة بالتطوير وكذا العروض الخدماتية في مجال الصناعة البحرية، وتنقسم المؤسسة إلى:
- وحدة البناء البحري:

تضمن وحدة البناء البحري (و ب ب) بمختلف تركيباتها البناء البحري، والتي تتمثل مهامها الرئيسية في كتصنيع هيكل جديد، التجديد الكامل لهياكل المراكب المتواجدة في الخدمة، فضلا عن تركيب المعدات ومنظومات المتن للسفن الجديدة.
- وحدة التصليح البحري:
  - وحدة تصليح الهيكل، الطاقة والدفع (و ت هـ ط د): تضمن خدمات تصليح الهيكل والتجهيزات (الكهرباء، الآليات والمكانيك)، تعد هذه الوحدة من أهم وحدات هذا القطاع.
  - وحدة تصليح الأجهزة والمنظومات (و ت أ م): تختص في تصليح أجهزة الملاحة والإلكترونيك منها، الرادار، الاتصالات، القيادة الآلية، أداة التوجيه الجيروسكوبية الخ...
  - وحدة تصليح الأسلحة البحرية (و ت أ ب): تضطلع أساسا بتصليح الأسلحة البحرية (المدفعية، الطوربيدات، الصواريخ...)على متن السفن العسكرية.
- وحدة الإسناد البحري واللوجستكي :

تم إحداث هذا القطاع لتسهيل بموجب المهام المنوطة به، عمل وحدات التصليح الأخرى، تتكفل وحدة الإسناد بتسيير هذا القطاع الذي يتوفر على وسائل هامة تخول له الاستجابة للمتطلبات التقنية واللوجيستيكية للوحدات، منها:
- - حوض سفن عائم قدرته 8500 طن.
  - مرفع السفن قدرته 4000 طن.
  - رافعة على عجلات ذات 75 طن.
  - سند السحب بالحبال ذو ثلاثة مدارج 60 طن.
  - رافعات على السكك ذات 30 طن و10 أطنان.
  - أرصفة للتجهيز.
  - محطات الهواء المضغوط.
  - مصلحة الغطس تحمائي.
  - حظيرة ماكينات والآليات.

## أسطول القوات البحرية الجزائرية

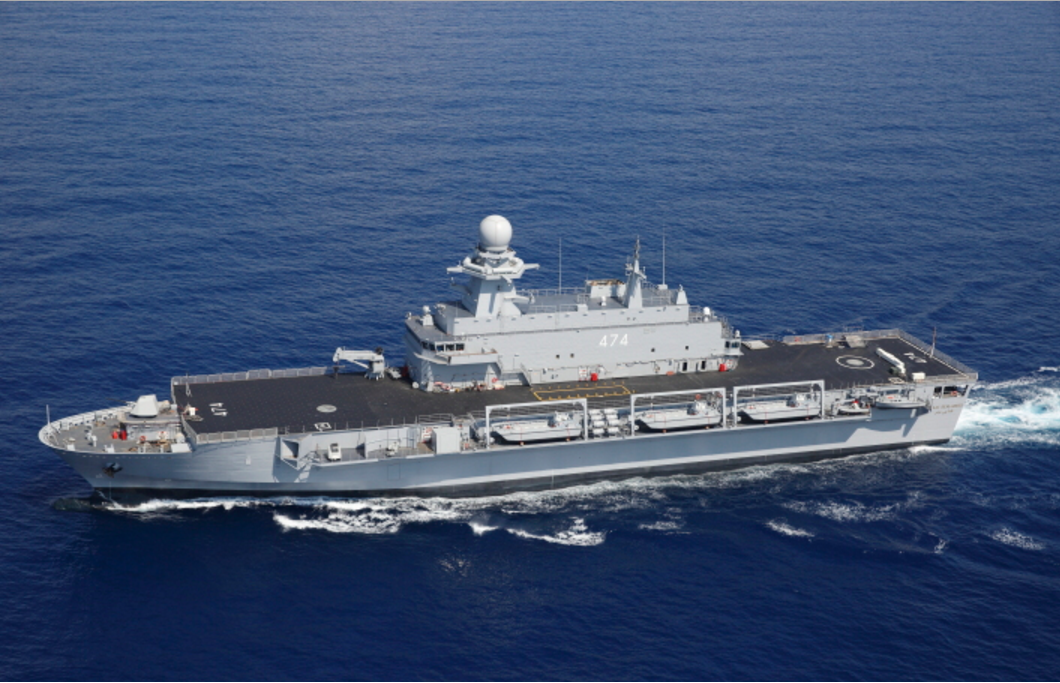
حاملة مروحيات قلعة بني عباس (474)

يتركز الأسطول البحري الجزائري في أغلبه على التصاميم الحربية السوفياتية، على الرغم من أن القوات البحرية الجزائرية تقوم بتحديث أسطوله بشراء قطع حربية جديدة ومتطورة، فضلا عن تحسين المعدات الموجودة، قد تم تجهيز أسطول السطح بخليط من السفن الصغيرة مناسبة تماما للساحل الجزائري وعمل دوريات للمنطقة الاقتصادية الحصرية، ويقود الأسطول أربعة فرقاطاتى ع سوفياتية فئة كوني التي تم تحديثها مع أكثر الأنظمة الحديثة، مع فرقاطتي فئة ميكو أ-200 الألمانية المحدثة والمجهزة بطائرات مروحية.
مزيج من 13 كورفيتات قاذفة للصواريخ 3 منها من تصنيع محلي وعدد كبير من الزوارق الدورية لمراقبة السواحل تكمل الفرقاطات، في حين يوجد عدد كبير من القوارب الصغيرة تقوم بدور دورية السواحل من فئة كبير المصنعة محليا وفئة أوسيا الفرنسية، وكانت الجزائر تمتلك أسطول كبير نسبيا من فئة (أوسا) للهجوم السريع بحلول الحرب الباردة، ولكن من المشكوك فيه ما إذا كان أي من هذه لا تزال في الاستخدام العملي.
سنة 1980 أحدثت الجزائر نقلة نوعية بامتلاكها زوج من غواصات من طراز غواصة كيلو 877 التي تم تحديثها مع أضافة غواصتين من غواصة كيلو 636 سنة 2010، ودخول غواصتين أخريين في 2018 ستجعل أسطول الغواصات الأكبر في أفريقيا والشرق الأوسط[بحاجة لمصدر].
القدرات الحربية البرمائية للأسطول الجزائري تقليدية ويقتصر على 6 سفن أنزال تقوم بدور النقل الساحلي، وتم ترقية هذه القدرة إلى حد كبير بتسليم إيطاليا أكبر سفينة في تاريخ الجزائر وهي حاملة الطائرات (المروحيات) قلعة بني عباس (سفينة)، حيث يمكنها حمل 9000 طن من المواد الغذائية والمعدات الحربية والمروحيات و430 جندي مزودين بكامل تعدادهم الحربي، كما تمتلك سفينة التدريب الصومام لتعليم الطلاب أبجديات قيداة السفن الحربية.
في مجال الدعم المدني، قامت البحرية الجزائرية بشراء 5 قاطرات إنقاذ مع تكوين أسطول جوي مرافق مكون من مروحيات أغستاوستلاند إيه دبليو 101 وسوبر لينكس MK130، حيث أصبحت البحرية الجزائرية قادرة على تقديم خدمات إنقاذ ذات قيمة للسفن الاقتصادية والتجارية.

### مقاتلات السطح
| الفئة       | الرقم       | السفينة          | الصورة         | بلد الصنع        | سنة التسليم                                                                          | ملاحظة |
| فرقاطات (5) | فرقاطات (5) | فرقاطات (5)      | فرقاطات (5)    | فرقاطات (5)      | فرقاطات (5)                                                                          | فرقاطات (5) |
| ----------- | ----------- | ---------------- | -------------- | ---------------- | ------------------------------------------------------------------------------------ | --- |
| ميكو A200   | 910         | الرادع           |                | ألمانيا          | 2016                                                                                 | في الخدمة |
| ميكو A200   | 911         | المدمر           |                | ألمانيا          | 2017                                                                                 | في الخدمة |
| كوني        | 901         | مراد رايس        |                | الاتحاد السوفيتي | 1980                                                                                 | سي كي أر-482، تم تحديثها في سيفيرنايا من أواخر عام 2007 إلى عام 2011.                                                                                   |
| كوني        | 902         | رايس كوليش       |                | الاتحاد السوفيتي | 1982                                                                                 | سي كي أر-35، تم تحديثها في سيفيرنايا من أواخر عام 2008 إلى عام 2012.                                                                                    |
| كوني        | 903         | رايس قورصو       |                | الاتحاد السوفيتي | 1985                                                                                 | سي كي أر-129، تم تحديثها بالكامل من عام 1997 إلى نوفمبر 2000 في ميناء كرنشتات.                                                                          |
| فرقيطات     |             |                  |                |                  |                                                                                      | |
| ستوريغتشي   |             |                  |                | روسيا            | 2022                                                                                 | في الخدمة. |
| ستوريغتشي   |             |                  | 2022           | روسيا            | في الخدمة.                                                                           | |
| سي 28 أيه   | 920         | الظافر           |                | الصين            | 2015                                                                                 | في الخدمة. |
| سي 28 أيه   | 921         | الفاتح           | 2016           | الصين            | في الخدمة.                                                                           | |
| سي 28 أيه   | 922         | الزاجر           | 2016           | الصين            | في الخدمة.                                                                           | |
| نانشوكا     | 801         | رايس حميدو       |                | الاتحاد السوفيتي | 1980                                                                                 | أم أر كي-21 السوفيتية سابقا، مشروع 1234E تم بنائها في حوض السفن فيمبيل برايبانسك، روسيا.                                                                |
| نانشوكا     | 802         | صالح رايس        | 802 Salah Rais | الاتحاد السوفيتي | 1981                                                                                 | أم أر كي-23 السوفيتية سابقا، مشروع 1234E تم بنائها في حوض السفن فيمبيل برايبانسك، روسيا. خضعت للإصلاحات والتحديث في مصنع كرونشتادت في الفترة 1997-2000. |
| نانشوكا     | 803         | رايس علي         |                | الاتحاد السوفيتي | 1982                                                                                 | أم أر كي-22 السوفيتية سابقا، مشروع 1234E تم بنائها في حوض السفن فيمبيل برايبانسك، روسيا. خضعت للإصلاحات والتحديث في مصنع كرونشتادت في الفترة 1997-2000. |
| جبل شنوة    | 351         | جبل شنوة         | 353 El Kirch   | الجزائر          | 1988                                                                                 | تم بنائها من طرف مؤسسة الجزائرية لصناعة وترميم السفن (ECRN) في القاعدة البحرية بالمرسى الكبير.                                                          |
| جبل شنوة    | 352         | الشهاب           | 353 El Kirch   | الجزائر          | 1995                                                                                 | تم بنائها من طرف مؤسسة الجزائرية لصناعة وترميم السفن (ECRN) في القاعدة البحرية بالمرسى الكبير.                                                          |
| جبل شنوة    | 353         | القرش            | 353 El Kirch   | الجزائر          | 2002                                                                                 | تم بنائها من طرف مؤسسة الجزائرية لصناعة وترميم السفن (ECRN) في القاعدة البحرية بالمرسى الكبير.                                                          |
| جبل شنوة    | 807         | رايس حسان باربيا | 353 El Kirch   | الجزائر          | 2017                                                                                 | تم بنائها من طرف مؤسسة الجزائرية لصناعة وترميم السفن (ECRN) في القاعدة البحرية بالمرسى الكبير.                                                          |
| قوارب دورية |             |                  |                |                  |                                                                                      | |
| كبير        | 341         | اليدق            |                |                  | 1982                                                                                 | تم بنائها من طرف الورشات البحرية بروك مارين (Brooke Marine) الإنجليزية.                                                                                 |
| كبير        | 342         | المراقب          |                | 1983             |                                                                                      | تم بنائها من طرف الورشات البحرية بروك مارين (Brooke Marine) الإنجليزية.                                                                                 |
| كبير        | 343         | الكاشف           |                | 1984             |                                                                                      | تم بنائها من طرف الورشات البحرية بروك مارين (Brooke Marine) الإنجليزية.                                                                                 |
| كبير        | 344         | المطارد          |                | 1985             | تم بنائها من طرف مؤسسة البناء والتصليح البحري (ECRN) بالقاعدة البحرية للمرسى الكبير. | |
| كبير        | 345         | الراصد           |                | 1985             | تم بنائها من طرف مؤسسة البناء والتصليح البحري (ECRN) بالقاعدة البحرية للمرسى الكبير. | |
| كبير        | 346         | الجاري           |                | 1985             | تم بنائها من طرف مؤسسة البناء والتصليح البحري (ECRN) بالقاعدة البحرية للمرسى الكبير. | |
| كبير        | 347         | الساهر           |                | 1993             | تم بنائها من طرف مؤسسة البناء والتصليح البحري (ECRN) بالقاعدة البحرية للمرسى الكبير. | |
| كبير        | 348         | المقدم           |                | 1993             | تم بنائها من طرف مؤسسة البناء والتصليح البحري (ECRN) بالقاعدة البحرية للمرسى الكبير. | |
| كبير        | 349         | الوافي           |                | 1993             | تم بنائها من طرف مؤسسة البناء والتصليح البحري (ECRN) بالقاعدة البحرية للمرسى الكبير. | |
| أوسا        | 644         | -                | 644 Osa ll     |                  | 1976                                                                                 | |
| أوسا        | 645         | -                | 644 Osa ll     |                  | 1976                                                                                 | |
| أوسا        | 646         | -                | 644 Osa ll     |                  | 1977                                                                                 | |
| أوسا        | 647         | -                | 644 Osa ll     |                  | 1977                                                                                 | |
| أوسا        | 648         | -                | 644 Osa ll     |                  | 1978                                                                                 | |
| أوسا        | 649         | -                | 644 Osa ll     |                  | 1978                                                                                 | |
| أوسا        | 650         | -                | 644 Osa ll     |                  | 1979                                                                                 | |
| أوسا        | 651         | -                | 644 Osa ll     |                  | 1979                                                                                 | |
| أوسا        | 652         | -                | 644 Osa ll     |                  | 1980                                                                                 | |

### الغواصات
| الفئة       | الرقم      | السفينة         | الصورة            | بلد الصنع        | سنة التسليم                                                                                           | ملاحظة                                                                                                |
| غواصات (6)  | غواصات (6) | غواصات (6)      | غواصات (6)        | غواصات (6)       | غواصات (6)                                                                                            | غواصات (6)                                                                                            |
| ----------- | ---------- | --------------- | ----------------- | ---------------- | --- | --- |
| كيلو 636M   | 021        | مصالي الحاج     | Rais Hadi Mubarek | روسيا            | 2010                                                                                                  | مشروع 636M، بُنيت بأحواض بناء السفن الأميرالية في سانت بطرسبورغ، روسيا                                 |
| كيلو 636M   | 022        | أكرم باشا       | Rais Hadi Mubarek | روسيا            | 2010                                                                                                  | مشروع 636M، بُنيت بأحواض بناء السفن الأميرالية في سانت بطرسبورغ، روسيا                                 |
| كيلو 636M   | 031        | الونشريس        | Rais Hadi Mubarek | روسيا            | 2019                                                                                                  | مشروع 636.1، بُنيت بأحواض بناء السفن الأميرالية في سانت بطرسبورغ، روسيا                                |
| كيلو 636M   | 032        | الهقار          | Rais Hadi Mubarek | روسيا            | 2019                                                                                                  | مشروع 636.1، بُنيت بأحواض بناء السفن الأميرالية في سانت بطرسبورغ، روسيا                                |
| كيلو 877EKM | 012        | رايس حاج مبارك  |                   | الاتحاد السوفيتي | 1987                                                                                                  | مشروع 877EKM بلاتوس (كيلو)، بُنيت بأحواض بناء السفن الأميرالية في سانت بطرسبورغ، روسيا. حُسنت سنة 2010. |
| كيلو 877EKM | 013        | رايس حاج سليمان | 1988              | الاتحاد السوفيتي | مشروع 877EKM بلاتوس (كيلو)، بُنيت بأحواض بناء السفن الأميرالية في سانت بطرسبورغ، روسيا. حُسنت سنة 2011. | |

### السفن الحربية البرمائية
| الفئة                 | الرقم                 | السفينة               | الصورة                | بلد الصنع                | سنة التسليم | ملاحظة |
| سفينة نقل لوجيستي (1) | سفينة نقل لوجيستي (1) | سفينة نقل لوجيستي (1) | سفينة نقل لوجيستي (1) | سفينة نقل لوجيستي (1)    | سفينة نقل لوجيستي (1) | سفينة نقل لوجيستي (1) |
| --------------------- | --------------------- | --------------------- | --------------------- | ------------------------ | --- | --- |
| سان جيورجيو           | 474                   | قلعة بني عباس         |                       | إيطاليا                  | 2015 | أٌعلنت الصفقة عام 2011 وشملت صنع واحدة في إيطاليا وأخرى في الجزائر.                                                         |
| سفينة إنزال (3)       |                       |                       |                       |                          | | |
| قلعة بني حماد         | 472                   | قلعة بني حماد         |                       | المملكة المتحدة          | 1984 | بُنيت في مصانع بروك مارين في لووستوف، المملكة المتحدة، يتم تحديثها من طرف شركة الصناعات الحربية والبحرية نافانتيا، إسبانيا. |
| قلعة بني حماد         | 473                   | قلعة بني راشد         | 1984                  | المملكة المتحدة          | بُنيت في مصانع فوسبر ثورينكوفت في ولستون، المملكة المتحدة، يتم تحديثها من طرف شركة الصناعات الحربية والبحرية نافانتيا، إسبانيا. | |
| بولنوتشني             | 471                   |                       | Libyan Polnocny class | الاتحاد السوفيتي/ بولندا | 1976 | بُنيت في مصانع ستوكزنيا بولنوكناج في غدانسك، بولندا.                                                                        |

### السفن المساعدة
| فئة                  | الصورة               | رقم بينانت           | السفينة              | سنة التسليم          | ملاحظات                                                                                             |
| سفينة مَسْح هيدروغرافي | سفينة مَسْح هيدروغرافي | سفينة مَسْح هيدروغرافي | سفينة مَسْح هيدروغرافي | سفينة مَسْح هيدروغرافي | سفينة مَسْح هيدروغرافي                                                                                |
| -------------------- | -------------------- | -------------------- | -------------------- | -------------------- | --------------------------------------------------------------------------------------------------- |
| الإدريسي             |                      | 673                  | الإدريسي             | 1980                 | وزن 540 طن تم بنائها في مصانع ماتسيكورا زوسن في مدينة هيارو، اليابان.                               |
| سفن التدريب          |                      |                      |                      |                      | |
| الصومام              | Soummam              | 937                  | الصومام              | 2006                 | 5500 طن (حمل كامل)، تعتبر سفينة القيادة في أسطول البحرية الجزائرية. مهمتها تكوين الكوادر الجزائرية. |
| قاطرات               |                      |                      |                      |                      | |
| قاطرة فئة UT 515 CD  | Abeille Liberte      | 701                  | المنجد               | 2012                 | |
| قاطرة فئة UT 515 CD  | Abeille Liberte      | 702                  | المسعف               | 2012                 | |
| قاطرة فئة UT 515 CD  | Abeille Liberte      | 703                  | المساند              | 2012                 | |
| سفن الإنقاذ          |                      |                      |                      |                      | |
| El Mourafik          |                      | 261                  | المرافق              | 1990                 | تم بنائها في الصين.                                                                                 |

### الطائرات
| الطائرة                    | الصورة    | المهمة                    | دخول الخدمة          | ملاحظات                              |          |
| الطائرات                   | الطائرات  | الطائرات                  | الطائرات             | الطائرات                             | الطائرات |
| -------------------------- | --------- | ------------------------- | -------------------- | ------------------------------------ | -------- |
| بيتش كرافت كينج إير        |           | دوريات بحرية              | 2                    |                                      |          |
| المروحيات                  |           |                           |                      |                                      |          |
| أغستاوستلاند إيه دبليو 101 | RN Merlin | البحث والإنقاذ            | 6                    | طلبت سنة 2007، دخلت الخدمة سنة 2011. |          |
| سوبر لينكس MK130           | RN Lynx   | البحث والإنقاذ            | 4 (+6 طلبت سنة 2012) | دخلت الخدمة سنة 2011.                |          |
| كاموف كا-27                |           | مروحية نقل والإخلاء الطبي | 3                    |                                      |          |

## الأسلحة

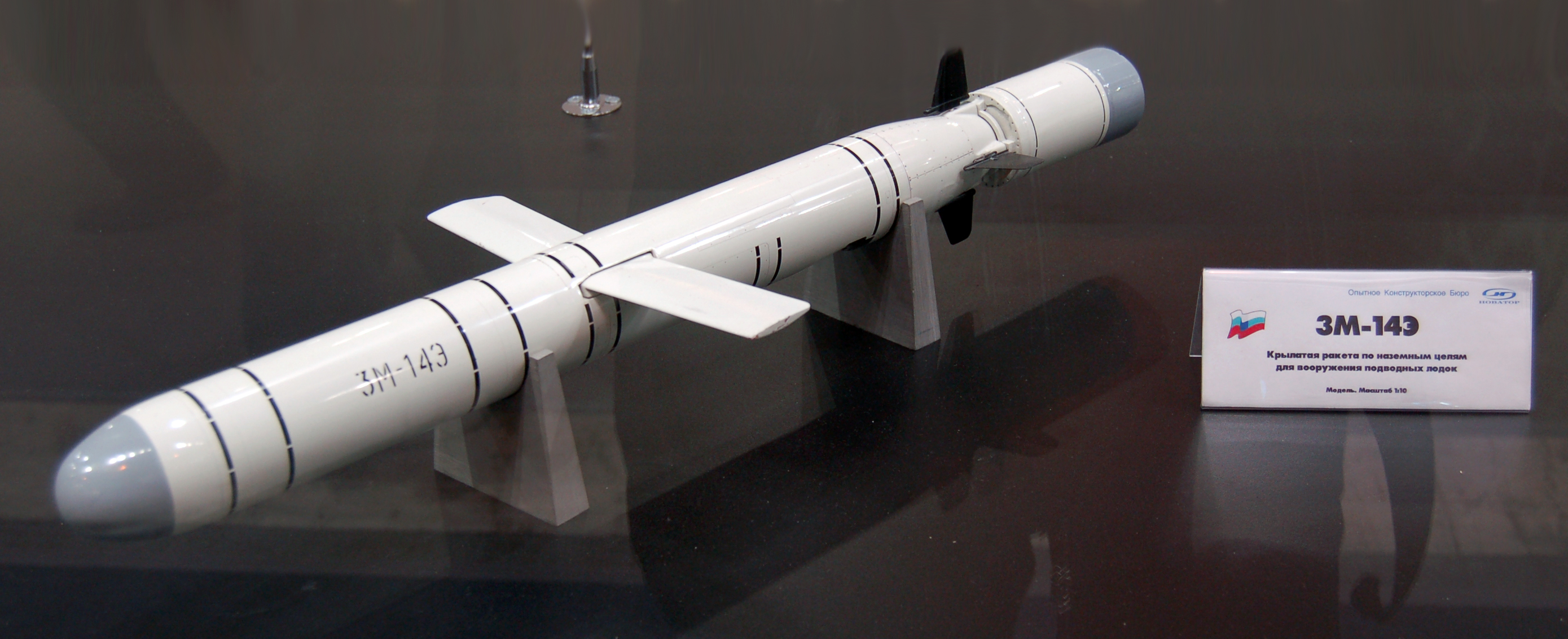
صاروخ كلوب-أس 3 أم-14أو (3M-14E) المضادة للسفن.

في الوقت الحالي أغلب الأسلحة المستعملة من قبل البحرية الجزائرية هي صواريخ سواء للهجوم أو للدفاع. ففي الناحية الهجومية تستخدم لضرب أهداف العدو من مسافات بعيدة وبدقة عالية وبسبب أنها سريعة يتم ضرب أهداف كبيرة ومهمة جدا بها لإحداث الضرر الكبير. أما عن الناحية الدفاعية فإن حماية السفن التابعة للبحرية الجزائرية يتطلب توفير أجهزة وأنظمة دفاعية للحماية من أسلحة العدو. وأهم الأسلحة الموجودة في البحرية صواريخ سطح/سطح أس.أس-أن-2سي سيتكس (SS-N-2C) وكلوب-أس 3 أم-14أو (3M-14E) وأر بي أس-15 أم كي 3 المُضادة للسفن.
تملك بحرية الجزائر الكثير من الأسلحة المتطورة ويتم العمل للحصول على أكثرها تقدما، ومن هذه الأسلحة:

### دفاع جوي
- أستر 15/أستر 30 دفاع جوي متوسط (1.7-30 كم) وطويل المدى (3-120 كم) على متن سفينة الإنزل قلعة بني عباس.
- إمخونتو-أي أر بلوك 2 (Umkhonto-IR Block 2) صاروخ جنوب إفريقي متطور (2015-2016 مع صفقة فرقاطتي ميكو أ-200).
- (HQ-7A (FM-90على متن كورفيت C28A.
- Osa-M نسخة بحرية لفرقاطة كوني (مراد رايس)

### الصواريخ المضادة للسفن
- خ-35 يوران (SS-N-25) صاروخ روسي متطور.
- سي-802 (C-802) صاروخ صيني متطور بمدى 280 كم.

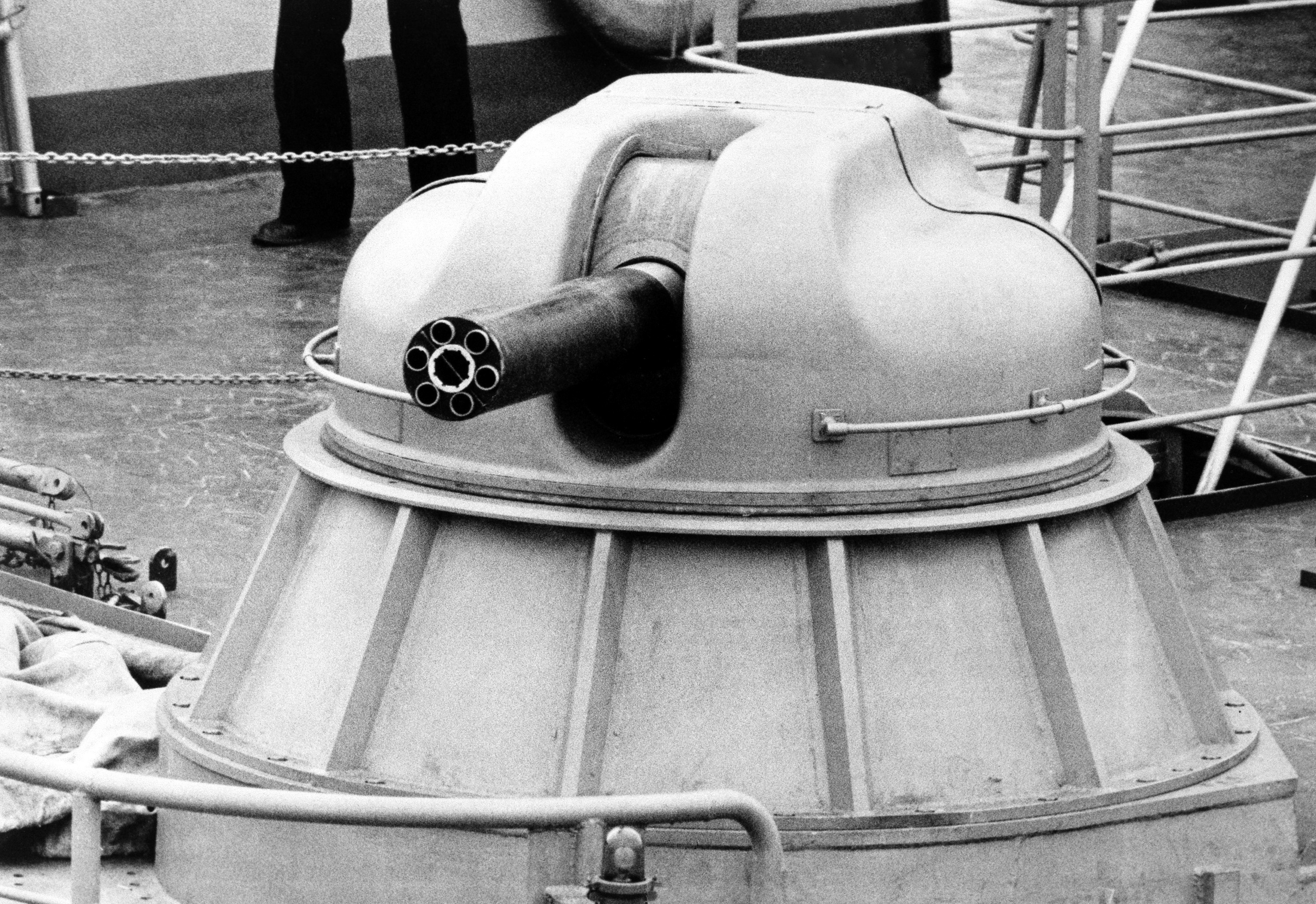
رشاش أي كي 630 (AK-630).

- كلوب-أس 3 أم-14أو(3M-14E) صاروخ روسي متطور بمدى حتى 300 كم.
- أس أي-أن-4 جيكو (SA-N-4 Gecko) صاروخ روسي متطور.
- أر بي أس-15 أم كي 3 (RBS-15 Mk. III) صاروخ سويدي متطور (2015-2016 مع صفقة فرقاطتي ميكو أ-200) يصل مادة إلى 250 كم.
- P-900 Alfa
- SSC-3 Styx
- P-15 Termit
- SSC-3 Styx
- أر بي يو-6000 (RBU-6000) قاذفات صواريخ مضادة للغواصات.
- أي كي 630 (AK-630) وأي كي 230 (AK-230) نظامي دفاعيين مضاديين للطائرات.
- أوتو ميلارا 127 مم نظام دفاعي مضاد للطائرات والسفن.
- أوتو ميلارا 76 مم نظام دفاعي مضاد للطائرات والسفن.

### صواريخ جو-أرض
- رابتور II صاروخ كروز بمدى 200 كم من جنوب أفريقيا.
- مكوبا/Mokopa في مروحيات سوبر لينكس 300.

## تنظيمات أخرى

### العلم البحري

العلم البحري الجزائري.

العلم البحري(بالإنجليزية: Naval Jack)‏ هو علم يتم وضعه أعلى سارية السفينة بجانب العلم الجزائري، والعلم البحري الحالي يشبه العلم الجزائري مع إضافة رسم مرساتين مُتقاطعتين بيضاء اللون في أقصى يسار العلم.

### البحارة

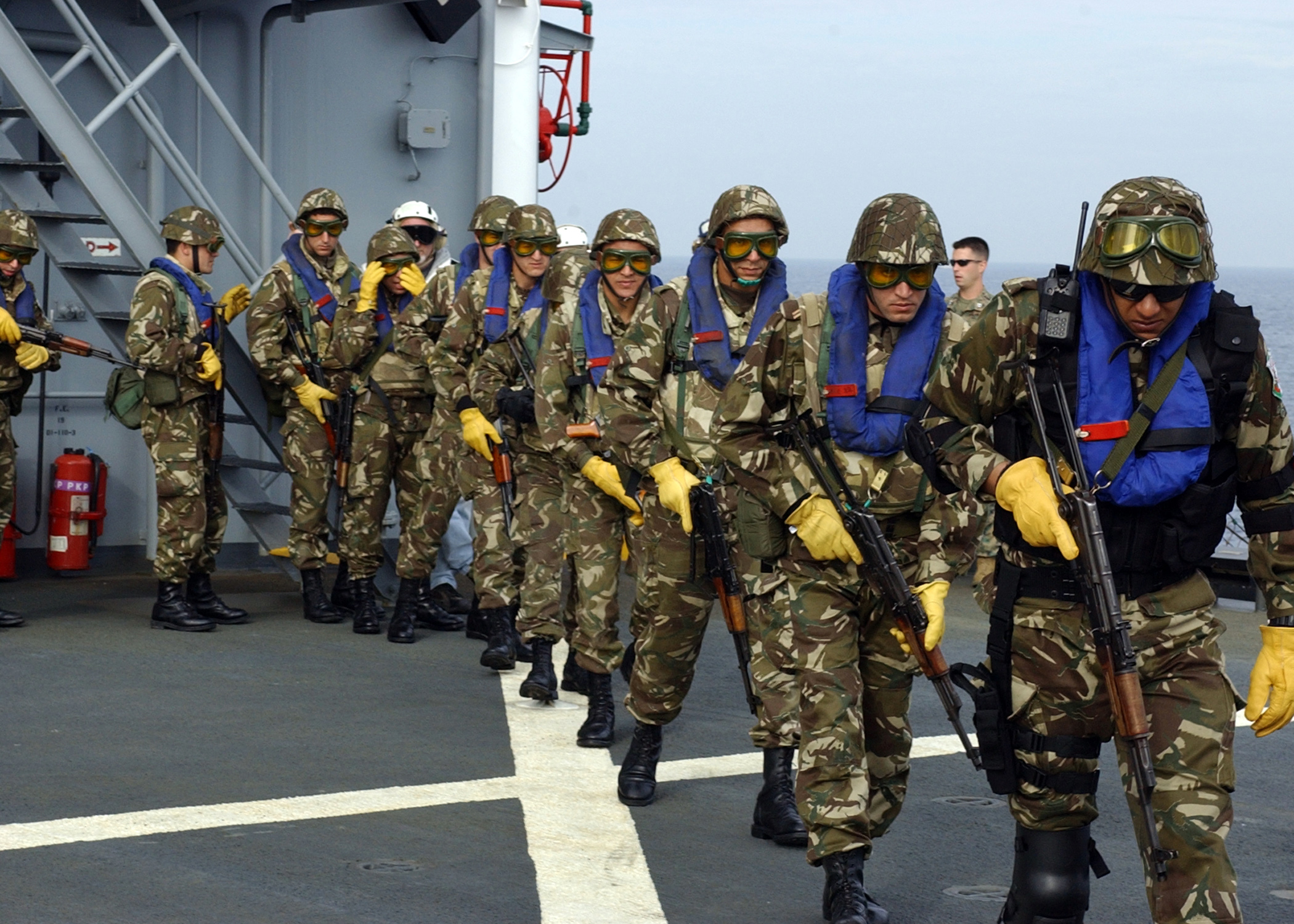
القوات البحرية في مناورات عسكرية

ينقسم أفراد البحرية الجزائرية إلى خمس تشكيلات هي:
الملاحين: وهم القائمون على توجيه دفة السفن والغواصات مع الصيانة.
المشاة: يشكلون الدرع الذي يحمي ظهر المياه الإقليمية فهم يتركزون على الشاطئ ونادرا ما يخوصون في أعماق البحار.
الضفادع: وهي فرقة أسست للبحث والإنقاذ وعمليات عسكرية تحت الماء.
الرماة: وهي وحدة خاصة. (فرق النخبة)
الغطاسين: يقومون بمهام الغطس وغيرها من العمليات العسكرية تحت الماء.

## وصلات خارجية
- الموق الرسمي لوزارة الدفاع الجزائرية
- محمد بن موسات، عميد القوات البحرية الجزائرية.
- صحيفة العدو الإسرائيلي:” ترسانة الجيش الجزائري تقلق الموساد”